# Roberto Musso
Roberto Daniel Musso Focaccio (Montevideo, 20 de noviembre de 1961) es un ingeniero en sistemas, personalidad de televisión y músico uruguayo, que obtuvo reconocimiento por ser el líder, vocalista, compositor y guitarrista de la banda de rock El Cuarteto de Nos, desde su formación hasta la actualidad.

## Biografía
Roberto Musso nació en Montevideo, a las 23:00 del lunes 20 de noviembre del año 1961. De una familia de clase media, cuando eran chicos se mudaron al barrio de Palermo. En 1995 Roberto Musso se casó con Laura Domínguez y tuvieron juntos una hija llamada Federica Musso. Roberto Estudió en la Escuela y Liceo Elbio Fernández. Creció junto a su hermano menor, Ricardo Musso, y su hermana escuchando discos de The Beatles, Rolling Stones, Bob Dylan y Led Zeppelin, bandas de las que ellos eran fanáticos y que los inspiró e influyó a Ricardo y él a ser músicos. También se ha declarado gran fan de Charles Bukowski, su autor favorito, así como de Jorge Luis Borges, Gabriel García Márquez y Julio Cortázar, destacando su fanatismo por los libros: La biblioteca de Babel al leerlo de chico debido al paralelismo observable entre las letras musicales y los números, Historias de cronopios y de famas, donde de este le llamaba la atención las palabras en idiomas inventados, Cartero de Bukowsky en donde se encuentra Henry Chinaski (su personaje favorito) y Sin Plumas de Woody Allen. Debido a todo esto, Musso ve uno de sus discos, Apocalipsis Zombi, como un bestiario borgiano por ser un catálogo de criaturas extrañas y personajes ficcionales.
Además de encontrar gran afición en la música, es un seguidor acérrimo de la serie Seinfeld, argumentando que no se cansa de ver los capítulos de la comedia americana y declarando a George Constanza como su personaje favorito. Pese a esto no se considera cinéfilo, encontrando un gran aburrimiento en el cine, aunque rescatando Whisky y las de Monty Python (ejemplificando con La vida de Brian y El sentido de la vida).

«En películas soy un burro, si veo 3 por año es un récord. No me gusta el cine y no me fumo una sala llena».
Roberto Musso - Montevideo Portal - 2006

El propio Roberto Daniel contó, hace pocos años, que (desde los '90) le gusta el rap y es oyente frecuente de Eminem y Ye, encontrando también un encanto en las payadas (que en Contrapunto Para Humano y Computadora (Jueves, 2019) quedó demostrado, mezclándolo con un freestyle, hip-hop y una milonga electrónica).
Además, también cuenta que sus grandes exponentes musicales a la hora de hablar del Cuarteto de Nos los podemos encontrar en John Lennon, Tom Waits, Leo Maslíah, Talking Heads, Los que Iban Cantando, Los Estómagos, Soda Stereo, Sumo, Virus, ZAS, Charly García, Gustavo Cerati, Los Olimareños o Patricio Rey y sus Redonditos de Ricota.
El 20 de noviembre de 1972, su tía abuela Esmeralda le regaló por su undécimo cumpleaños El Álbum Rojo de The Beatles. Fue el primer regalo musical que lo impresionó. Fue tanta la pasión que despertaron los británicos en el joven Musso, que decidió tomar clases de guitarra e investigar sobre la música del cuarteto de Liverpool, además de pedirle dinero a sus padres para comprar sus discos.

«Desde que tengo 10 años que la música me fascina. Los Beatles me marcaron y quería hacer eso cuando fuera grande».
Roberto Musso - La Nación - 2024

Debido a su fanatismo con esta banda europea, ha declarado que le hubiera gustado componer Come Togheter (Abbey Road, 1969).
De adolescente, Musso junto con su hermano Ricardo era un gran estudiante, calificándose como nerd. Pese a no haber sido abanderado, fue guardia de bandera.
Producto de este fanatismo con Led Zeppelin, ha contado que fue a ver la película La Canción es la Misma (1976) y que, como escuchar rock en Uruguay en ese entonces no era muy normal, él era visto como "un raro", pese a esto a él le gustaba serlo y elegir un camino alternativo. Hoy por hoy, Roberto confirma que también se siente raro mas no por sus gustos musicales, sino por no tomar mate (típica infusión rioplatense), considerándose a sí mismo como un "raro hasta para los propios uruguayos".
En referencia a sus gustos musicales, hace poco más de una década se refirió a dos de los artistas más influyentes e importantes de los 2010s, como lo son Justin Bieber y One Direction, aseverando que no son de su gusto debido a que no es rock. Incluso mostró su enérgico rechazo a sus repertorios. Pese a esto, desde siempre se ve bastante abierto a todos los lenguajes musicales y estilos, como la cumbia peruana, sacando canciones como Mario Neta (Jueves, 2019) fusionando este género con el estilo de Sex Pistols. Dice que no son ni encasillados ni son fundamentalistas de nada.

«Yo creo que El Cuarteto siempre fue, con su temática tan ecléctica y heterogénea en ritmos, por más de tener una instrumentación rockera nunca fuimos unos fundamentalistas del rock ni mucho menos, viste que pedimos prestado de muchos géneros y si, artísticamente, eso colabora con el crecimiento de la canción digamos, ¿No?».
Roberto Musso - G5 Media - 2024

Roberto Musso, "Roberto IV", como él dice, viene del bisabuelo, abuelo y padre, todos llamados "Roberto". Se declara a sí mismo como una persona tímida (algo que los escenarios han ayudado a cambiar) y siempre hubo música en su casa: a su padre le gustaba el tango y marchas rumanas o checoslovacas y a su madre, la música romántica; él escribe canciones desde los 17 años. Lo hace con total libertad y según el momento de la vida que esté atravesando. Se declara obsesivo, cuadriculado, estructurado y rutinario. Le gusta jugar con el lenguaje y buscar rimas. Es cuidadoso con las palabras, suele darle mil vueltas a las letras y no le gusta caer en lugares comunes, también comenta que le encanta la escritura.

Como lo ha hecho saber en algunas de sus canciones tales como "Nada es Gratis en la Vida" (Raro, 2006), "Bipolar" (Bipolar, 2009) o "21 de septiembre" (Habla tu Espejo, 2014) no solo su abuela tenía Alzheimer, sino que tanto su madre (fallecida en 2014) como él, su hermano Ricardo y su hermana tienen Alzheimer hereditario. Pese a que en las dos primeras canciones mencionadas tratan el tema muy por encima y lo hacen en forma humorística (siendo Bipolar una que a él lo mueve mucho internamente), es en 21 de Septiembre (cuyo título hace referencia a la misma fecha, la cual es el Día Internacional del Alzhéimer) donde verdaderamente se toma el problema como algo grave y sentimental, haciendo posible momentos tales como el ocurrido en el Velódromo Municipal de Montevideo en 2015 donde, cantando la canción, Musso se emociona. Más recientemente ha dicho que esta es una de las canciones más conceptuales, catárcicas e introspectivas que ha escrito debido a que ese agravamiento de su madre con la enfermedad coincidió con el muy reciente nacimiento de su hija, lo cual lo interpretó como una vida que se viene, una vida que se va, forzándolo a componer. También se ha sincerado y confesado que le da vergüenza tocar en vivo ese tipo de canciones, aunque sabe que le aporta intimidad, multidimensionalidad y emotividad.

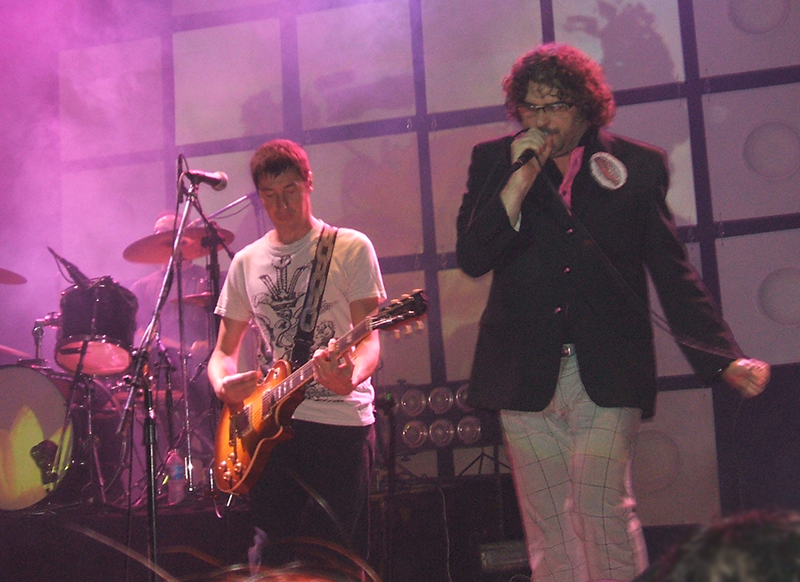
El Cuarteto de Nos presentándose en Buenos Aires, 2008

Muchas veces siente que hay canciones que están en el límite de ser “buenísimas o espantosas”. Por eso va testeando el demo. «Lo escucho bajoneado, alegre, de noche, por la mañana, en el auto… Y así voy viendo si supera las pruebas», declaró durante la entrevista brindada a El Observador.
En 1995 conocería a la profesora de yoga Laura Domínguez, poco tiempo después se casarían y empezarían a convivir en 2003. Roberto admite que le costó mudarse porque estaba muy acostumbrado a vivir solo y que era un poco mañoso. Años después, en el 2011, tendrían una hija llamada Federica a la cual Roberto le dedicó la canción "No LLora" del disco Habla tu espejo (2014) pese a que al principio se rehusaba a la idea de hacerlo. Según él mismo declaró, lo que lo terminó inspirando para hacer la canción fue una vez entre el rumor continuo que subía de la calle, donde a ella la había alertado una sirena. Abrazó fuerte a su dragón de peluche. Con una mezcla de susto que se tornó sorpresa y curiosidad buscó una respuesta en los ojos de su padre. En cuanto al título, proviene de la cuidadora de Federica desde que nació, debido a que dicha niñera le decía "La nena no llora", la cual terminó siendo una frase recurrente en la canción siendo nombrada cinco veces.

«Para mí haber tenido a Federica […] fue descubrir sensaciones que desconocía. Nunca imaginé que me iba a mover tantos hilos de sensibilidad. Dudé muchísimo si ser o no padre, pero sabía que si llegaba a tener hijos iba a ser un buen papá. A todas las personas que les mostré No llora antes de que salga terminaron llorando».
Roberto Musso - El Observador - 2013

La recepción de la misma Federica a la canción compuesta por su padre fue, según el músico, evolucionando para bien. Al ser niña le gustaba pero hubo un momento donde no le agradaba y, de forma metafórica, lo odiaba por haberla escrito, costándole más ir a los shows. Actualmente la disfruta.
Amante del café, el almendrado, el asado en su cumpleaños, las empanadas y del flan tucumano con dulce de leche, Musso Focaccio se recibe cómo ingeniero en sistema en la Universidad de la República, donde trabajo mucho tiempo, como programador, analista de sistema y después de ingeniero. Pese a encontrar un verdadero amor en las matemáticas (que luego se reflejaría en canciones como Yendo a la Casa de Damián (Raro, 2006), la tecnología y sus avances, los porcentajes, los números y la lógica, la verdadera afición de Musso estaba en ser cantante y, pese a que su padre apoyaba el sueño de sus dos hijos comprándoles instrumentos, prefería que estudiaran alguna carrera ya que veía la Música como un hobby debido al reducido tamaño del mercado musical uruguayo (por este motivo Musso destaca que trabajar de músico en su país es un privilegio, recordando entre risas lo que sus padres le decían: “Robertito, seguí ingeniería porque, sino, te vas a morir de hambre acá”): por eso, a fines de los 70, Roberto se decantó por la ingeniería (recibiéndose en 1990) y Ricardo, por la arquitectura como su padre. Como el propio vocalista declaró, la música lo sacó de ser un ingeniero a tiempo completo.

«Yo siempre digo que quiebro una lanza por el ingeniero, que es siempre tildado de persona estructurada, cuadrada, de insensible, pero eso es una fachada para afuera. Somos gente demasiado sensible muchas veces. Y yo te digo que por más que obviamente parecen al principio muy disímiles, y que no tienen un punto de encuentro en el universo, para mí por lo menos la pasión por la música y por las matemáticas siempre fue muy parecida».
Roberto Musso - BEAT - 2024

Alrededor de una década después de la creación de la banda, su padre fallecería de causas desconocidas. 

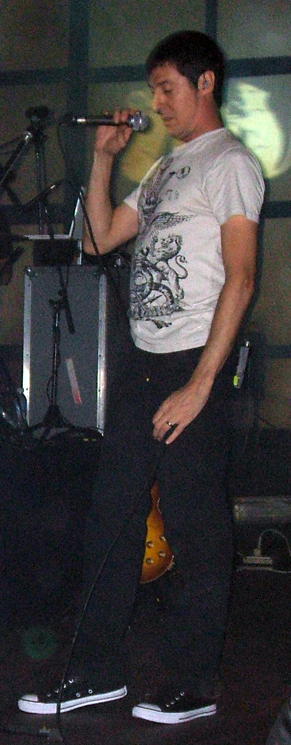
Roberto el 21 de junio de 2008 en Argentina

En entrevistas recientes, Musso dice que le quedaron un montón de cosas de dicha carrera ya que no sería la misma persona ni compositor sin haber sido ingeniero, lo considera como un aporte por ser una gimnasia cerebral. Pese a no ejercer hace 23 años, suele ayudar a su hija en sus parciales de matemática, encontrando genial poder cooperar con ella. Esta etapa de su vida, él la recuerda con mucho cariño y la extraña argumentando que, por el tiempo, no podía ser ingeniero y músico a la misma vez. Incluso cuenta que su hermano y él llegaban los domingos a la madrugada después de tocar y nos poníamos el traje para ir a trabajar el lunes a las 8 de la mañana.

«Tanto las letras como los números son dos cosas totalmente intercambiables. El que, a veces, se quiere zambullir en el mar de los números o el mar de las letras generalmente es para escapar de la realidad, es así un poco ¿No? Y son válidos los dos. A mí siempre me gustó Borges; los cuentos sobre todo de su formación matemática me fascinan, entonces yo no veo tanta dicotomía entre las dos cuestiones. Ahora hace un montón de años que no ejerzo de ingeniero porque el Cuarteto me absorbió totalmente todo el tiempo real de mi vida hace un montón».
Roberto Musso - Telemundo - 2024

El momento donde Roberto se decantó por dejar su trabajo de ingeniero se daría en el 2001, a sus 40 años. Según él, el clic que lo llevó a tomar esta decisión fue que su pasaporte por mucho tiempo decía: profesión, ingeniero. Después pasó a ingeniero/músico porque le dejaban poner las dos cosas. Y se le armaba el lío cuando iba a algún país a tocar y le decían: “Pero usted es ingeniero, no músico”. Y ahora quedó solo “músico”. Pese a haber adquirido mucho éxito y reconocimiento, admite que también puede ser que sea una curva que después vuelva a ser músico/ingeniero.
En el año 2012, fue declarado Ciudadano ilustre de Montevideo.
El 12 de septiembre de 2013 dio una charla TED, en la cual se destaca la explicación de la creación de Yendo a la Casa de Damián.

«El camino es mucho más disfrutable, mucho más emocionante, mucho más removedor que el llegar».
Roberto Musso - TEDxJoven@Montevideo - 2013

Ateo reconocido, en reiteradas entrevistas a Roberto Musso le han preguntado sobre si creía en Dios, a lo que él responde con firmeza admitiendo que no. 
A esta ideología atea se la puede ver reflejada en varias canciones de Roberto tales como Al Cielo no (Canciones Del Corazón y El Cuarteto de Nos, 1991 y 2004), El Diablo en mi Corazón (Barranca Abajo, 1995), Cristo te Odia (Cortamambo, 2000), Me Amo (Cortamambo y Bipolar, 2000 y 2009), Hoy Estoy Raro (Raro, 2006), Ya no sé Qué Hacer Conmigo (Raro, 2006), Mi Lista Negra (Bipolar, 2009), Breve Descripción de mi Persona (Bipolar, 2009), Lo Malo de Ser Bueno (Porfiado, 2012), Cómo Pasa el Tiempo (Habla tu Espejo, 2014), Hola Karma (Apocalipsis Zombi, 2017), LLegó Papá (Jueves, 2019), Contrapunto Para Humano y Computadora (Jueves, 2019), Chivo Expiatorio (Lámina Once, 2022) o Cara de Nada (Miren Para Allá!, 2024). En todas estas canciones algo se trata de la religión, quizás en mayor o menor medida. 
En las primeras tres, Me Amo y Ya no sé Qué Hacer Conmigo se retrata de forma humorística, mientras que Cristo te Odia es más un fiel retrato de la hipocresía y la explotación de la fe por parte de instituciones religiosas y líderes espirituales, expresando el descontento hacia aquellos que se benefician económicamente de la desesperación y la fe de las personas en situaciones de vulnerabilidad. Como el propio Musso afirmó, esta canción no debe verse como un ataque a los católicos ni a la gente creyente, tampoco a la figura de Dios en general.
El miércoles 28 de octubre de 2015, en la calle Mario Casinoni y Canelones, se le incendió su auto en la zona del Cordón. Se destaca que, al momento de ver el fuego, los vecinos alertaron rápidamente a los bomberos para que lo sofocaran. Más tarde, Musso confesó que lo que había pasado es que se le había prendido fuego el motor del auto, le sorprendió como los medios se habían enterado de la noticia y también reveló que, en el momento del incendio, él estaba adentro del automóvil estacionando cuando notó que la pintura del motor empezaba a tomar una forma similar a un globo.
Es hincha confeso de Nacional, aunque también tiene un cariño y es socio del Tanque Sisley debido a que su padre es uno de los fundadores del club.Su afinidad a Nacional se puede notar en composiciones tales como Al Cielo no (Canciones Del Corazón y El Cuarteto de Nos, 1991 y 2004) y Morcillo Lopez (El Tren Bala, 1996) en donde se mofa de su clásico rival, Peñarol, diciendo que su hinchada estaría en el infierno o la decepción que le significaría llegar a la Luna y solo poder ondear la bandera de los Carboneros. Pese a su amor por Nacional, Roberto ha sido capaz de reconocer la grandeza de Peñarol cuando recordó aquel superclásico del 19 de octubre de 1997, donde los Carboneros iban perdiendo 3-1 y remontaron 4-3, logrando su segundo quinquenio. Musso destacó la mística de su clásico rival.

«El día del primer clásico iba rumbo al Chuy. Después del primer tiempo se me fue la señal. Me bajé en Castillos y todo el mundo estaba gritando el gol de Peñarol. Cuando me dijeron que era el 4 a 3 pregunté: "¿Qué, hacen goles que valen tres". Me parece que hay algo de psicología. si lo del 4 a 3 pasara una vez, ta. Pero que en 15 días pase dos veces da para pensar que hay algo más. No sé si será la mística de Peñarol o que...».
Roberto Musso - Revista Tres - 1997

En 2017, el escritor uruguayo Ignacio Martínez publicó un libro donde analiza minuciosamente Otra Navidad en las Trincheras, álbum que logró que la música del Cuarteto alcanzara una distribución masiva. Con paciencia y rigor, comenta tanto los aspectos musicales como líricos de cada una de las canciones y las ubica en un marco más amplio: el que conforman los otros discos de la banda. Este se convirtió en uno de los más vendidos en la historia del rock uruguayo.
Musso considera que el rock latinoamericano viene interpretando nuestra realidad, ese es el poder de la música, que sin proponérselo lo hace. Dice que las canciones no le mienten a la gente, las historias que cuentan le pueden pasar a cualquiera.
Pese a su pasado como Ministro, a ya 39 años de haber dejado ese puesto, confiesa que nunca se va a meter en política de nuevo, que divide a las personas. Asimismo, cree que el rock logra unirlas.

## Ámbito musical

### Cuarteto de Nos
Para más información, revisar el artículo El Cuarteto de Nos
La idea del Cuarteto de Nos viene antes de que ellos empezasen a hacer música: en Montevideo (Uruguay), los hermanos Musso jugaban a crear una ciudad imaginaria inventada por ellos mismos llamada «Tajo», con todos los personajes que luego se convertirían en los protagonistas de sus canciones.
Pasados los años y luego de aprendizajes sobre instrumentos los hermanos deciden formar una banda, para eso llaman a su amigo Santiago Tavella para que tocara el bajo. Mientras, Roberto se recibía de ingeniero de sistemas en la Universidad de la República, trabajaba en varios entes públicos como el Municipio D de Montevideo, Ministerio de Relaciones Exteriores y Ancap.
Luego pasaron a crear música de su autoría de forma instrumental y sin letra, ya que sentían que lo que ellos escribían era algo que a nadie le interesaría. Inspirados por un concierto que fueron a ver de Leo Maslíah, decidieron empezar a tocar sus canciones con letras incorporadas llenas de humor negro.
Después de algunos shows con bateristas invitados, se conocen con Álvaro Pintos que a partir de ese momento sería el primer baterista fijo. Inicialmente, tocarían en cumpleaños de 15 de personas cercanas a ellos y en la Universidad con nombres experimentales en inglés hasta que, en 1978, se da inicio formal a El Cuarteto de Nos impulsado por el sello Ayuí el cual les propuso grabar su primer disco colaborativo con Alberto Wolf el 1 de octubre de 1984. A partir de ahí, grabaron dieciocho discos y gracias a esto recibieron varios premios. Particularmente, con su denominada Trilogía Raro (Raro, Bipolar, Porfiado) lograron reconocimiento en toda Latinoamérica.
Sus primeros recital lo harían en varios concursos de bandas en la secundaria. Sin embargo, el primero como agrupación oficial lo harían en el Parque Villa Biarritz en 1985 y, tras varias presentaciones en diversos teatros de Montevideo, su primer recital oficial como Cuarteto de Nos se daría en Teatro El Tinglado, como bien se especifica en el libro de la banda y mismo lugar donde realizaron su primer ciclo de actuaciones Homenaje a Cuarteto de Nos en 1988. Así y todo, el guitarrista dice que no se acuerdan cuál fue el primer show porque hubo varios.
Deteniéndonos al inicio de esta larga historia, Musso cuenta que sus primeras composiciones eran burdas copias de The Beatles, como Ve Con él (Otra Navidad en Las Trincheras, 1994) inspirada en Anna (Go to Him) (Please Please me, 1963).
Al intentar Roberto describir el estilo del Cuarteto de Nos desde 1978 hasta el 2006, destaca que tenían influencias, no tanto en lo musical sino en lo crítico, en la murga y el carnaval ya que era como una manifestación cultural que luchó contra la dictadura militar en Uruguay. Considera que eran un grupo punk sin ser punks y que curtieron mucho el movimiento del teatro de lo absurdo y surrelista de Eugène Ionesco y Johann Wolfgang von Goethe. Desde esa época la originalidad de sus múltiples interpretaciones ha dado frutos y tuvieron una amplia lista de seguidores de todas las edades. Hacia 1986 el Cuarteto de Nos era nombrada entre las bandas más destacadas del rock postdictadura, y una de las más prometedoras del país.
En noviembre de 1986 participaron en el festival Montevideo Rock que tuvo una asistencia de 60 000 personas, fue el mayor evento de la historia del rock uruguayo hasta ese momento; sin embargo, se vieron obligados a abandonar el escenario porque la audiencia comenzó a abuchearlos y tirarle lo que tenían en mano, una crónica de Brecha comentó: «Cuando preguntamos por qué se atacaba al grupo de esta forma, nos dijeron que a la gente le cae mal que hagan propaganda para los pantalones Lee, que tengan un programa en la tele [La cueva del rock en Canal 4], que sean tan promocionados por los medios y que se vistan pitucos». Soy una arveja, su primer álbum de estudio en solitario, salió a la venta en 1987 y se presenta ese año en el teatro El Galpón, donde hacen oficiales sus nuevos disfraces de mujeres mayor de edad —referidos al tema undécimo del mismo disco—, en la que usaron en más de una ocasión donde se solían llamar Potota, Tita, Berta y Albina. Pintos develó que en el movimiento rock postdictadura «no eran tan bienvenidos» y disfrutaban tocar en teatros debido a que se sentían como «pez en el agua» y funcionaba bien. Soy una arveja contiene catorce canciones, y cuenta con un sonido mucho más enfocado al new wave que el anterior disco, ya que se incorporaron guitarras eléctricas. Las letras se llevan a un extremo más inusual y surrealista, además de que se hicieron las primeras referencias a la ciudad de Tajo.
En 1994, confiados del poderío de su próximo disco Otra Navidad en Las Trincheras, los integrantes del Cuarteto tuvieron un conflicto con Orfeo (su discográfica de ese entonces) ya que ellos querían sacar el disco en formato CD, solicitud rechazada por Orfeo, que solo quiso apostar por el casete.
Enojados por la circunstancia, se marcharon nuevamente a Ayuí, que les permitió publicar el CD (grabado en la casa de Riki) y, el 5 de mayo de 1994, sale el disco que les da todo el reconocimiento a nivel local y en Canadá, vendiendo más de 20.000 copias. Resultó positivo el riesgo corrido en publicar la obra como Disco Compacto, siendo el segundo material en salir en este formato en Uruguay, el primero de Fernando Cabrera. De hecho, Musso cuenta que la primera canción de la banda musicalizada en radio fue Bo Cartero, séptima canción del disco.
Cuando Musso compara el éxito de Otra Navidad en Las Trincheras y Raro menciona que, si bien con el primer éxito la fama los agarró adultos, eran mucho más jóvenes con relación a 2006. Eran inmaduros en materia de sociabilidad y, de repente, los empezó a conocer todo el Uruguay, que no será muy grande pero es el país en el que viven. Comenta, también, que el shock fue más grande a diferencia de Raro, dado de manera más paulatina donde lo siguen conociendo más personas y, comentando que es un agradecido a la vida, confiesa que si le piden una foto o un autógrafo él es feliz.
Continuando con este crecimiento, relata Roberto la sorpresa colectiva que significó, post pandemia, tener que reprogramar un recital en Perú de un recinto mediano a uno cuatro veces mayor. En relación a esto, Musso sostiene que el Coronavirus aportó a que los lanzamientos de Jueves hoy por hoy ya sean considerados clásicos de la banda pese a tener solo un lustro de existencia, debido a que la gira de presentación del disco se tuvo que atrasar un año más.
A la vigente incertidumbre del nombre de la banda, Musso admite que Cuarteto, en realidad, es como una especie de un guiño porque es una palabra que, más allá de la obviedad numérica lleva al que no conoce, a un lugar como medio serio, de cuarteto de cámara, cuarteto de cuerdas o algún conjunto de música más sobria que la nuestra, siendo una propuesta que no tiene nada que ver con eso, pero les gusta ese guiño y el Nos es por nosotros (su apócope) ya que daba una idea de que sólo ellos 4 podían llegar a entender sus canciones. Entendían que era una propuesta súper hermética. Con el paso de los años supieron estilizarlo de varias formas (4Teto de Nos, CU4RTETO o simplemente Cuarteto). En cuanto al escudo heráldico de la banda (el ternero y la rata tomando vino) es una mezcla de música urbana y del folclore uruguayo. La rata representa el animal urbano que vive socavando cimientos, muchas veces temido. El ternero es muy típico de los campos uruguayos, y el brindis en la mesa es algo muy típico de la cultura uruguaya. Se puede entender, entonces, que mediante esos símbolos se retrata la cultura uruguaya.
Debido a la trayectoria recorrida que ya casi alcanza las 5 décadas, Roberto confiesa que armar el setlist para cada concierto es una ingeniería porque hay que diseñar temas emblemáticos de la banda, sobre todo para la gente que quiere seducir como público nuevo, y agregar los adelantos o temas nuevo de a poco para comprobar si son aprobadas por la gente. Y también no repetirse mucho, todo eso en un set corto por lo qué hay que buscar bien las piezas. No es nada fácil. También declara que no cuenta con ningún tipo de algoritmo ni fórmula para hacer sus canciones pero que aplica el método científico, utilizando como principal herramienta la hipótesis y que no tiene medio al fracaso de un experimento. 
De otras maneras en las que Musso se inspira para componer canciones son investigando (tal es el caso de Apocalipsis Zombi (Apocalipsis Zombi, 2017) para la cual estuvo mucho tiempo leyendo sobre la cultura zombi y lo ve como una metáfora de la sociedad, advirtiendo de ella), pensando en el futuro o en experiencias personales, como cuando viajó a India (según él, un viaje que le cambió la vida) y se inspiró en el país asiático para la musicalidad de una de sus posteriores canciones: Hola Karma (Apocalipsis Zombi, 2017). Sea cual sea esta inspiración, también ha dicho que nunca pudo ni podrá escribir sobre algo que le sea ajeno.

«Cuando empecé a hacer canciones tenía 17 años más o menos y, obviamente, me inspiraban y me motivaban unas cosas que no tienen nada que ver con las que me motivan ahora 46 años después, ¿No? Y por suerte te digo eso. No me sentiría tampoco muy honesto cantando cosas que no siento, que no me emocionan, que no me ponen la piel de gallina, que no me movilizan, digamos ¿No? Y yo creo que eso, a medida que vas creciendo, es natural, me parece que de orden, que vayas cambiando».
Roberto Musso - G5 Media - 2024

Declara que él compone desde su edad biológica. Por fortuna, la vida lo sigue sorprendiendo un montón, le da insumos para la creatividad. Parte desde una idea que, generalmente, es muy abstracta y no tiene mucho que ver con una línea musical o una frase escrita.
Entre las inspiraciones más raras que encontró para componer una canción se encuentran Contrapunto Para Humano y Computadora (Jueves, 2019) la cual surgió cuando vio a su hija, que en aquel momento tendría unos 8 o 9 años, peleándose con el iPhone de su esposa por un malentendido con Siri, donde ella le decía que se llamaba Fede (diminutivo de Federica) y la asistencia virtual entendía que su nombre era Fea, por lo que la llamaba así.
También podemos encontrar el significado de Yo me Agarré el Pitito Con el Cierre (Otra Navidad en Las Trincheras y El Cuarteto de Nos, 1994 y 2004) en una anécdota del propio Roberto donde el evento recreado en la canción si ocurrió, en la ciudad balnearia de Piriápolis a sus nueve años vistiendo un shortcito de baño con cierre, solo que no de manera tan grave, exagerada, sin efectos secundarios ni dolorosa como la composición lo demuestra.
Otra de las ideas para crear una letra se le dio en Buenos Aires cuando encuentra en una galería que se estaban vendiendo chucherías y, al lado, una libreta de teléfonos con un título que decía "Mi Lista Negra". Musso, al ver esto, lo unió con experiencias pasadas de su madre (descrita por él como una persona con mucho carácter) cuando se peleaba con alguien y decía que la iba a poner en su lista negra. De esta manera, surgió la canción Mi Lista Negra (Bipolar, 2009).
También, para poder crear una buena letra, sostiene que intenta saber que están sintiendo las personas en ese momento, para poder crear una mayor conexión con el receptor. Si bien se trata de un largo trayecto, Roberto afirma que deben ser de las pocas bandas que nunca festejó el aniversario de un disco ya que a él le gusta siempre ver más para adelante que para atrás, sobre todo cuando hay material nuevo para mostrar. En algún momento tienen ganas de hacer una especie de repaso, pero siempre ha pasado que ha habido desafíos nuevos hacia adelante, entonces como que nunca les llamó la atención.
Lo más cercano que ha estado la banda de realizar celebraciones fueron el ya nombrado antes ciclo de autohomenajes en 1988, un festejo en 1999 por los veintiuno años de la banda y, más adelante, dos conciertos en La Trastienda (Uruguay) el 8 y 9 de mayo de 2014, con localidades agotadas, mientras que en Argentina hicieron su primer show en el Gran Rex el 17 de ese mismo mes, agotado también, a modo de conmemorar la despedida del Tour Re Porfiado. Otro evento que se asimila a un festejo fue cuando en 2021, para recordar los quince años de existencia de Raro, lanzaron ediciones especiales en vinilo que incluía un póster aniversario de colección. Dicho vinilo fue adquirido mayoritariamente por gente en Argentina, Perú, Costa Rica, España, Colombia, Francia, Bolivia, Alemania, Inglaterra, Ecuador, México y Estados Unidos.

«El Cuarteto de Nos no es una banda de festejar años, ni siquiera fechas redondas. Cuarenta y seis años es un montón, no hay bandas uruguayas de rock que hayan sobrevivido cuarenta años: todas o se transformaron en otra banda, como Los Estómagos a Buitres Después de la Una, o dejaron de existir o tuvieron algún parate. Nosotros sobrevivimos los cuarenta años ininterrumpidamente que es brutal, es heroico. Corrió por la cabeza festejar los cuarenta con un toque o algo pero siempre nos encontró esos años redondos, y por suerte te digo, con proyectos muy vívidos y presentes y para futuro. Entonces a veces como que tampoco nos, te lo digo también en primera persona, no me incentivaba mucho el echar una mirada para atrás y distraerte de eso con algo tan lindo que tenías por ver para adelante ¿No? Y generalmente también soy así en mi vida personal y aquellos también. Entonces como que, bueno, capaz que algún día se da ese cumpleaños, te digo más, porque capaz que un día se nos da por festejar los 53 años, 53 años y medio, y está todo bien porque la gente lo va a entender».
Roberto Musso - DelSol 99.5 FM - 2024

Ha sabido expresar Roberto que no se permite tener un tiempo exclusivo para escribir letras, aunque le gustaría, debido a la exigencia de las giras más recientes que involucra la llegada al país, arribar al hotel, rueda de prensa, charlas técnicas, prueba de sonido, el show propiamente dicho y, a la madrugada siguiente, tener que ir al aeropuerto para ir al siguiente concierto. Utiliza, entonces, el espacio entre dos giras estando en su casa de Montevideo para poder iniciar un proceso creativo nuevo de escribir pero sin presionarse.

«Solo puedo componer canciones en Montevideo, en Uruguay, en el estudio que tengo en el fondo de mi casa, que es el lugar donde estoy tranquilo y me llevo mi tiempo, porque soy muy lento componiendo canciones, demoro mucho en poder desarrollarlas lamentablemente. en las giras me es imposible (componer), porque estoy con el chip de la gira, de la salida para la ciudad siguiente, del vuelo, del viaje, de entrar al hotel. Es imposible para mí poder concentrarme. De hecho, ni siquiera me llevo ninguna guitarra a la habitación del hotel, porque sé que ahí la prioridad más que nada es descansar. Y bueno, no viene la creatividad sola. Hay canciones que van para los discos, que ya tienen un año y medio o dos años de compuestas, porque las voy haciendo en los períodos que estoy en Uruguay, lo cual hace que sean más variadas. Entre todos seleccionamos las canciones, hacemos los arreglos y vemos con qué productor vamos a trabajar en la creación del disco. Realmente, es un proceso muy largo, pero nosotros lo apostamos así y nos gusta. Le damos más tiempo de vida a las canciones».
Roberto Musso - Infobae - 2024

«Como compositor me sentía compitiendo con el Roberto de hace muchos años con un estilo de canciones que no llevaban a ningún lado nuevo. Con ese disco pateamos el tablero».
Roberto Musso, explicando sobre el proceso creativo de Raro - TN - 2021

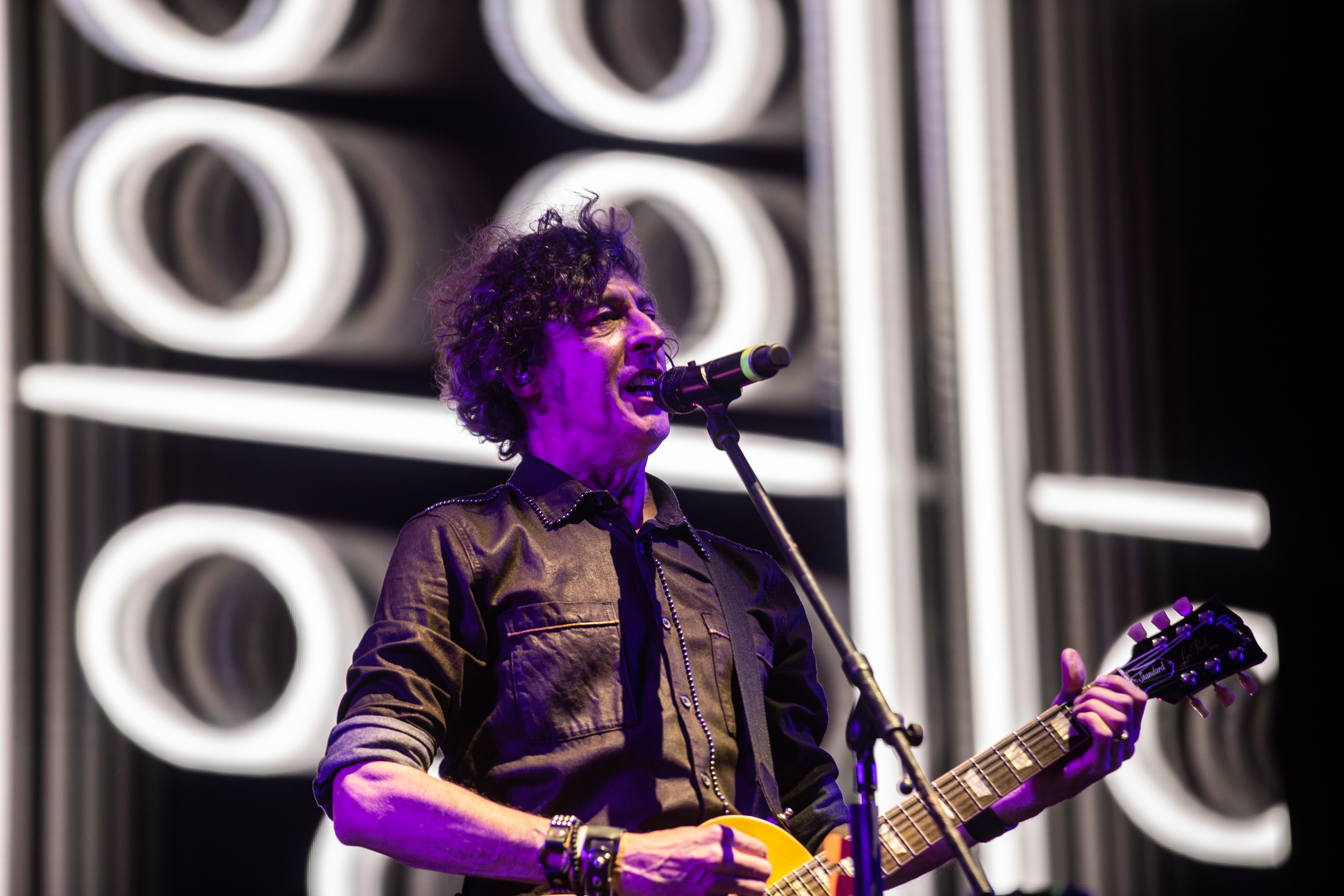
Roberto Musso en el Cosquin Rock 2024

Esta banda, además, ha recorrido varios festivales musicales latinoamericanos muy importantes tales como el Quilmes Rock de Argentina, el Frontera Festival chileno, el Cosquín Rock, el Tecate Península de México, el Pilsen Rock de Uruguay, el Yuan Festival de México, el Pepsi Music de Argentina, el Festival Cordillera de Colombia, el Vive Latino de México, el Movistar Free Music, el Festival de Viña Del Mar chileno, el Concierto Radiónica de Colombia, el Festival Bandera de Argentina o el Lollapalooza, uno de los eventos musicales mundiales más conocidos y respetados. En todos han tocado una canción que, según Roberto, no puede faltar: Yendo a la Casa de Damián (Raro, 2006).
Musso considera que lo mejor de tocar en festivales es el cautivar público nuevo y lo peor es la corta duración de los setlist debido a que luego tendrá que cantar otro artista.
El 5 de septiembre de 2020, en plena cuarentena por la pandemia de COVID-19, realizaron su primer recital por streaming llamado Jueves Live Streaming. Fue como una continuación de su gira de su más reciente material hasta ese momento, Jueves. Tiempo después, participarían en un festival virtual, el Pilsen Rock 2020. Referido al confinamiento, Musso aclara que la pandemia no fue un momento inspirador para crear canciones ya que era un momento feo de donde se le hizo difícil verle algo bueno, aunque sirvió para resignificar algunas canciones que saldrían en su siguiente álbum de estudio, adquiriendo una explicación nueva gracias a este histórico suceso.
Después de haber trabajado con innumerables sellos discográficos como Ayuí, Orfeo, Sony BMG, EMI, Koala Records, Ultrapop Records, Bizarro Records, Batacazo Records, Warner Music o Altafonte, en 2022, al haber pasado dos años desde la finalización con el contrato que los mantenía unidos a Sony Music Argentina, crean un sello propio, debutante ese mismo año con Lámina Once cuyo nombre es Porfiado Records.No obstante, no fue su primer discográfica independiente, en 1996 (al sacar El tren bala) lo publican bajo su primer disquera llamada Manzana Verde.

«Aunque cada vez tenemos más información de todo, menos sabemos de cada cosa. Opinamos sin saber casi nada de casi todo».
Roberto Musso - Infobae - 2022

Con la baja de Ricardo Musso de la banda en 2009 y de Santiago Tavella en 2024, Roberto es el único miembro de la formación original del Cuarteto de Nos que sigue en la actualidad.

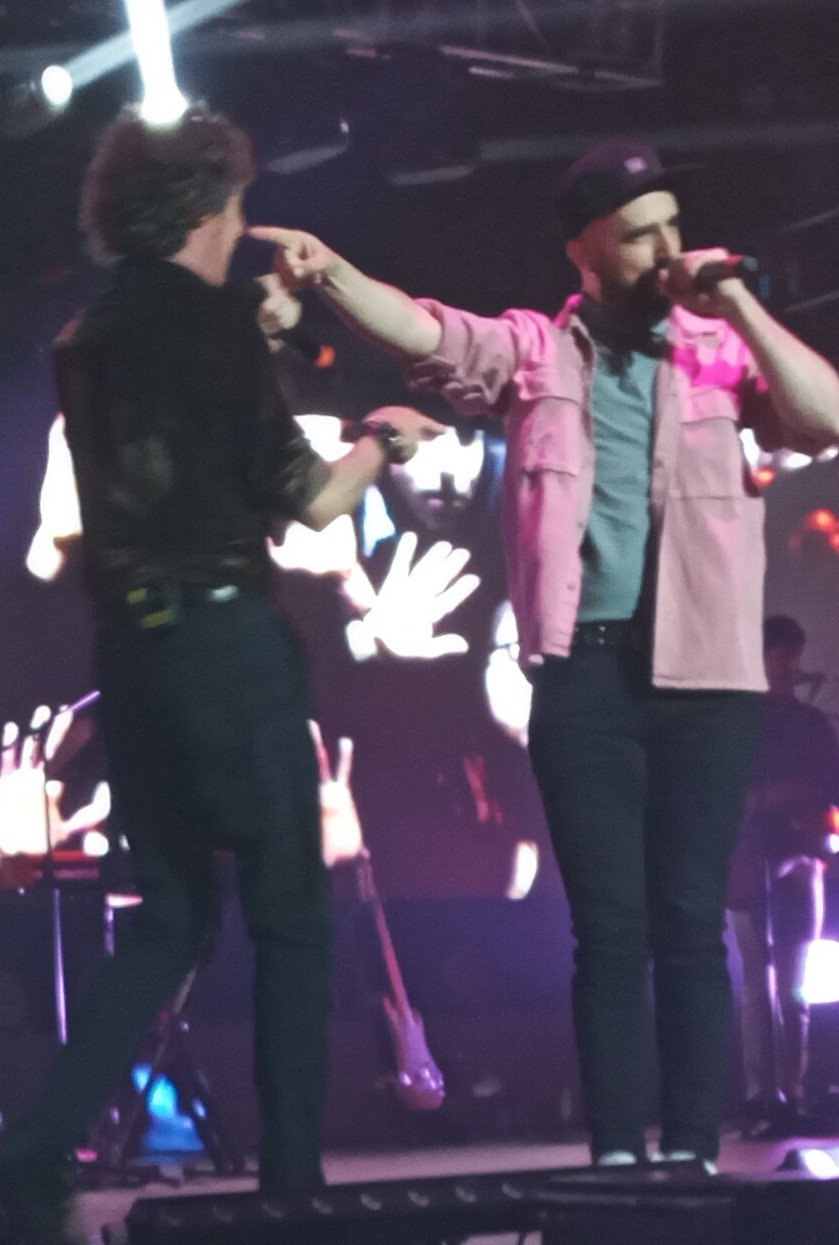
Musso con Santiago Marrero en el Antel Arena el 12 de noviembre de 2022

Han tocado en varios estadios y/o recintos míticos e imponentes, de la talla del Movistar Arena de Buenos Aires (+15.000) y el de Colombia (+14.000), Parque de la Industria de Guatemala (+15.000), Tecate Pa'l Norte de México (+100.000), el Estadio Defensores del Chaco de Paraguay (+40.000), el Auditorio Nacional de México (+10.000), el Antel Arena de Uruguay (+15.000), el Metropolitan Santiago chileno (+1.000), el United Center de los Chicago Bulls (+21.000), el Estadio Monumental U de Perú (+80.000) o el Mâs Monumental de River (+80.000), siendo este un lugar histórico donde la banda uruguaya ha tocado.
El 24 de octubre de 2024 salió su primer sencillo, Miren Para Allá!, conformado por dos canciones llamadas El Perro de Alcibíades y Cara de Nada, ambas saliendo el mismo día del lanzamiento del sencillo en plataformas digitales.
Este lanzamiento llegó como una sorpresa: Aunque la comunicación estuvo centrada en un solo título, el primero mencionado, al momento del estreno revelaron los dos temas que completan “Miren para allá!” y que, en opinión del Cuarteto, debían salir juntos para desarrollar el concepto de esta historia.
Las letras de ambas canciones integran un retrato de elementos sociales que parecen haber acompañado a las sociedades desde sus inicios y que, sin embargo, hoy se muestran actuales y contemporáneas: el desvío intencionado de la atención, el bombardeo de estímulos superfluos para ocultar lo importante, y la saturación que deja a muchos escondidos tras el silencio de quien ha visto tanto que ya no se interesa por comprender nada más.
Ambos temas llegan acompañados por videoclips ilustrados y animados, con estéticas propias que empiezan a mostrar el universo visual de esta nueva etapa de Cuarteto de Nos, conservando la acostumbrada ironía y la inteligencia rebelde de la banda.
Se prevé que su siguiente disco de estudio salga en mayo del 2025. El propio Focaccio dijo que la idea era grabar tres canciones, las cuales ya escribió hace un tiempo, para sacarlas como sencillos y seguir trabajando en el producto completo en febrero del próximo año que contaría con seis composiciones más.
Del siguiente material de estudio, Roberto lo describe como una continuación de la trama de Lámina Once sin ese sello marcado a fuego de la pandemia manteniendo la esencia de la banda, con canciones muy distintas musicalmente entre sí explorando nuevas betas artísticas. También ha confesado que el productor va a ser el venezolano Hector Castillo.

«Hemos grabado la mayoría de los discos fuera de Uruguay, algo que también ha sido bueno para poder trabajar con otros productores, pero este año, con tanto viaje, vamos a tratar de estar más acá (en Montevideo)».
Roberto Musso - Rosario3 - 2024

Uno de los datos más destacables que este músico nos ha dejado es que esta banda sería inconcebible si no fuera uruguaya ni del momento donde surgieron, post dictadura, ya que dice que esa época contaba con una efervescencia cultural que después no se repitió nunca más. Considera también que, si bien han sufrido mucho esa etapa dictatorial, además de haber muchas cosas prohibidas habían muchas inquietudes. Reflexiona, además, en su público, en las generaciones nuevas y en lo difícil que es transmitirles eso.

«Cuando llegamos a la universidad, teníamos 18 años y había una ebullición social y cultural de un mundo que pasó de las prohibiciones a una libertad increíble. Toda la cultura, la música, el teatro y la danza alcanzaron un pico muy alto de creatividad. Eso le pasó, en paralelo, al público en los primeros tiempos. Creo que eso marcó también un rumbo a seguir ¿no?».
Roberto Musso - Rosario3 - 2024

El 20 de septiembre de 2024, se refirió por primera vez públicamente a la salida de Santiago Tavella de la banda. Comentó que, si bien para la prensa y fans, fue algo de golpe, en el interior de la banda era manejado desde hace casi dos años. Musso dice que, entendiendo que al ser Santiago solista, curador de obras de arte, galerías y exposición, juez, amante del arte y la producción, respetó su decisión. También la explica como un proceso arreglado de común acuerdo y que estaba todo bien. Destaca también la capacidad de reestructuración de la banda con los cuatro integrantes restantes sin necesidad de buscarle un reemplazante a Tavella.

«Yo creo que siempre con el Cuarteto hemos, con tantos años, aprendido y sabemos respetar las decisiones de cada uno más cuando es de común acuerdo y está todo bien con esa salida de Santi, digamos ¿No? Entonces fue algo súper natural, te diría y fluyó normalmente. A los fans los recontra entiendo, totalmente, tanto a ustedes como periodistas y fans, a los fans sin ser periodistas, también a todos. Fue raro porque, obviamente, a ustedes los tomó por sorpresa ¿Viste? Y lo sabíamos que iba a ser así. Nos estaba pasando desde hace como cinco o seis años de que estamos permanentemente de viaje ¿No? Estamos mucho más tiempo fuera de acá que en Montevideo y que te saca un montón de cosas. Él que tiene todas esas inquietudes se le hacía cuesta arriba. La gente llega un momento en que quiere aprovechar ese tiempo para poder disfrutar esas cuestiones que también le llenaban tanto o más que El Cuarteto y que le eran imposible poder desarrollarlas. Se extendió bastante el adiós porque fue la manera mejor que encontramos entre todos para que saliera así. Vinimos planteando una transición para reconfigurar y ya hicimos las primeras giras sin Santiago y fue cero traumático porque fue algo totalmente de común acuerdo y muy paulatino para la interna de la banda».
Roberto Musso, sobre la salida de Santiago Tavella - Telemundo - 2024

También se refirió a Enamorado Tuyo (Porfiado, 2012), una de las canciones más icónicas de la banda en la última década y que es cantada por Tavella. Musso contó que, al ser una canción tan ligada a él, su forma de cantar y performance, es imposible tocarla sin él pero no descarta incluirla en un setlist para que la gente la interprete.
Junto con La Vela Puerca y No te va Gustar, El Cuarteto de Nos se ha consolidado como una de las bandas más importantes de Uruguay y promotoras del rock nacional tras su decadencia a inicios de los 2000, así como una de las más longevas, por eso mismo Roberto Musso afirma que se está viviendo el mejor momento en la historia del rock uruguayo.

«Muchas veces en Uruguay no se dimensiona mucho lo que pasa con el Cuarteto, hasta que de pronto va un amigo o un periodista y ve a 10 mil colombianos cantando nuestras canciones. A nosotros nos sorprende, obviamente: es muy loco ver a gente fuera de Uruguay cantando nuestras canciones como si fueran propias, más allá de las fronteras o de las distancias».
Roberto Musso - PERFIL - 2024

### Carrera solista
Roberto Musso, en forma solista, también ha colaborado en discos de otros artistas, entre ellos, No Te Va Gustar en la canción "Mirarte a Los Ojos" del disco El camino más largo y Fernando Santullo. Aunque, por supuesto, no hizo muchas, ya que como él mismo dice no le gusta hacer colaboraciones sólo por cruzar seguidores en Instagram. Por eso mismo no cuenta con redes sociales más allá de las de la banda.
| Canción                                | Colaboración con                                    | Disco                                 | Año  |
| -------------------------------------- | --------------------------------------------------- | ------------------------------------- | ---- |
| Vientos de Libertad                    | Ricardo Musso                                       | Musso Hermanos y Vientos de Libertad  | 2003 |
| Mirarte a Los Ojos                     | No Te Va Gustar                                     | El camino más largo                   | 2008 |
| Santa Desesperanza                     | Zumbadores                                          | Fábulas de la Locura                  | 2012 |
| Circular                               | Bajofondo                                           | Presente                              | 2013 |
| El Kiosko de la Felicidad              | Javier Calamaro                                     | Próxima Vida                          | 2015 |
| El Guardián Del Zoo                    | Pedro Dalton (canción original El Cuarteto de Nos)  | Isla de Encanta                       | 2018 |
| He Never Wants to See You (Once Again) | Pedro Dalton (canción original Buenos Muchachos)    | Isla de Encanta                       | 2018 |
| Martes Otra Vez                        | Meteoros                                            | Meteoros+                             | 2019 |
| Mal de la Cabeza (en Vivo)             | El Peyote Asesino                                   | Terraja                               | 2019 |
| Ella es Brasil                         | HBO Max                                             | Programa Encuentros en Brasil 2       | 2019 |
| Imaginate M'hijo                       | The Horribles (canción original Leo Maslíah)        | De Arriba un Rayo                     | 2019 |
| Ya no sé Que Hacer Conmigo             | The Horribles (canción original El Cuarteto de Nos) | De Arriba un Rayo                     | 2019 |
| Fuego en la Disco (Remix)              | AFC - Arrajatablas Flow Club                        | MVRGΛNG                               | 2019 |
| Los Otros                              | LosPetitFellas                                      | 777: A Quemarropa                     | 2021 |
| Roberto (en Vivo)                      | Fito Páez (canción original El Cuarteto de Nos)     | Tour El Amor 30 Años Después Del Amor | 2023 |

### Evolución musical
Desde la notable transformación musical sufrida en 2009, con el lanzamiento de Bipolar, el cual ya se empezaba a notar tres años antes con el lanzamiento de Raro (lanzamiento del cual Roberto dice que se abrió un portal desconocido para ellos que abrió una puerta desconocida para ellos), Musso ha confesado que hoy no cantaría las canciones más antiguas porque piensa que, en ese momento, eran muy subversivos y contaban con una ironía que hoy en día se mantiene pero mutó. También considera que ahora tienen un repertorio que lo supera muchísimo, y que conecta más con lo contemporáneo, que hoy por hoy está conforme consigo mismo ya que tiene la ambición de poder contar con un espejo que refleje su imagen superficial y también su interior. 
En el Cuarteto están en un momento en el que se gustan; le gusta la imagen que les devuelve el espejo. Y a nivel profesional también. Pero no reniega de lo que está grabado, que le parece brillante para ese momento. Ha dicho, también, que en Uruguay solo tocan (de los temas antiguos) Bo Cartero (Otra Navidad en Las Trincheras, 1994) y Me Amo (Cortamambo, 2000) que incluso fue remasterizada para su ya mencionado disco Bipolar.
Recordando su etapa de rock cómico y humor ácido (1984-2006), reconoce que una de sus canciones favoritas que ha hecho es Ve Con él (Otra Navidad en Las Trincheras, 1994) donde hay autorreferencias a la banda y se encuentra la, según Musso, mejor frase que escribió en su vida: "Si yo canto ordinarieces y él te hace poemas a veces, avísale que en el que vi escribió traición con s".

«Yo una canción como No LLora (Habla tu Espejo, 2014) que la hice cuando nació mi hija no la iba a hacer cuando tenía veintipico de años. Es más, iba a decir: "¡Roberto!, pa, no da esta canción, ¿No?". Pero hoy tampoco haría una canción como las que hice en los 90', como Maten Las Ballenas (Arresten a Willy) (Cortamambo, 2000) o El Putón Del Barrio (Otra Navidad en Las Trincheras y El Cuarteto de Nos, 1994 y 2004) pero sí me gusta escucharlas y me encanta que estén ahí, en ese lugar, ¿No? Que me pareció que son etapas que ya uno tuvo que ir pasando como cuestiones como va creciendo como ser humano. Obviamente si me empezás a comparar con el Roberto de cuando empezamos con el Cuarteto hasta ahora, pegué una evolución en un montón de aspectos. También en la parte compositiva o creativa, que es otra pata importante del Cuarteto y de Roberto. También de estar aggiornado con lo que está pasando, ir viendo de qué temas hablar en las canciones, que también conecten mucho con la realidad actual y todo eso nos parece un punto de vista interesante. A mí me motivan y me incentivan distintas cosas que hace unos años para componer, lo cual también te da mucha más amplitud en ese aspecto».
Roberto Musso - G5 Media - 2024

Este cambio anteriormente mencionado, Musso lo apoya diciendo que se da en las presentaciones en vivo. El proceso llevado a cabo por Roberto en los escenarios sería que las canciones encuentran su forma final ahí. Ellos suben canciones a las plataformas como un muestrario de lo que están haciendo. Y esa usina de canciones enriquece el show. De hecho, a veces están tocando y se da cuenta de que sería genial incluir un tipo específico de canción y empieza a componer para ese lado, en función de eso que falta. Debido a esto Musso dice que la foto actual de la banda no es el último disco, sino que el recital debido a que demuestra lo que son hoy con un resumen de su obra de un tiempo a esta parte, demostrando lo que está siendo en este momento. Sostiene que un álbum nuevo no representa totalmente lo que el artista está pensando hoy por hoy.
Roberto adjudica que, tanto él como los otros tres integrantes, tuvieron una evolución performática como músicos adaptándose a los cambios del mercado musical mundial. De la totalidad de sus shows, considera que el 95% se dan afuera de Uruguay, siendo cada vez más multitudinarios, asistiendo a grandes festivales y eso los fuerza a perfeccionarse.
Debido a todo esto, Musso la considera como una banda de rock rara, no obstante eso les encanta. A la duda de porque la rareza en su agrupación él afirma que, a pesar de ser unos luchadores que siguen con la bandera de la banda de rock tradicional, de antaño, los jóvenes descubren algo que no llega a ser vintage, porque es muy contemporáneo. Más recientemente, Musso dijo que ninguno de los cuatro miembros actuales de la banda se esperaban, ni en su primer recital ni hace apenas quince años, todo lo que están viviendo.
Dentro de su país limítrofe, Argentina, las provincias declaradas por Musso como sus favoritas debido a ser parte de su desarrollo son Buenos Aires, Tucumán y Mendoza, llevándose una gran impresión sobre todo de la segunda por la recepción que se les dio en el año 2023 en el Club Floresta.

## Trabajos en la televisión y series

### Peligro: Sin Codificar
Su primera vez en la televisión argentina fue con Peligro: Sin codificar, un programa de culto humorístico que contó con Roberto en sus filas. Desde su inicio fue conducido por Diego Korol, junto a la locución de Javier Fernández y tuvo como compañeros a Yayo Guridi, Pichu Straneo, Pachu Peña, Marcelo Ruiz Díaz, Walter López, Miguel Granados, Nazareno Móttola, Martín Campilongo, entre otros.
Comenzó sus emisiones el 2 de marzo de 2008 en América TV como La red TV sin codificar siendo un programa deportivo que seguía los resultados del fútbol argentino con humor, conducido por Diego Korol, acompañado por Yayo Guridi, Bambino Veira, Jowi Campobassi, Manu Sarrabayrrouse y Toti Pasman. En los móviles estaban las hermanas griegas Victoria y Stefanía Xipolitakis, Lisandro Arnold y el propio Roberto.
Una de las parodias recurrentes en el programa era, justamente, al Cuarteto de Nos: Pachu Peña, Pichu Straneo, Miguel Granados y Marcelo Ruiz Díaz reversionaron algunas canciones de la banda liderada por su compañero del programa y crearon al Cuarteto de Closs, en referencia al relator de fútbol argentino Mariano Closs.
Desde ahí, el ciclo fue transmitido por América, Comedy Central, Telefe y Net TV por once temporadas, contando todas con la aparición de Musso pese a que en muchos programas debía ausentarse por motivos de giras.
Con este programa fue nominado 13 veces, ganando cinco premios (4 Martín Fierro y un Premio Tato).

### Cuarteto vs Cuartetitos
En 2013, desde mayo a octubre, junto con la banda hicieron una serie web de capítulos cortos llamada "Cuarteto vs Cuartetitos" cuya intención era promocionar algunos conciertos de la banda tales como el realizado en el Luna Park el 31 de mayo de 2013 o en el Velódromo Municipal de Montevideo el 26 de octubre del 2013. En dichos capítulos se podían observar a los, entonces, cinco integrantes de la banda con unos muñecos de trapo de ellos mismos llamadas Macacos donde los músicos, en la mayoría de casos, sufrían la convivencia con esa versión en miniatura de ellos mismos. Los muñecos tenían, a su vez, la intención de reemplazar a los artistas originales. Contó con 15 capítulos divididos en 2 temporadas con 6 capítulos cada una y 3 especiales. La segunda temporada se llamó "La Venganza de Los Cuartetitos" y su intención era conmemorar el fin de la gira de presentación de Porfiado.

«Todo nació por el show que íbamos a dar en el Luna Park (Buenos Aires) este año, se nos ocurrió que hicieran unos muñecos de trapo que nos representara a cada uno y que los fotografiaran para ser utilizados en los afiches promocionales. Un día pensando en cómo enganchar más para ese concierto, se nos ocurrió que como en el aviso quienes aparecieron fueron ellos y no nosotros, decidimos que ellos tomaran vida y que el público pensara que iban a presentarse y no nosotros. Entonces se subió esa novela a la web. Ahora estamos haciendo ‘La venganza de los Cuartetitos’, ya que no los dejamos tocar en el Luna Park. Ahora quieren tocar en un festival muy grande que se desarrollará en Montevideo a finales de octubre. Acá, entre los fans, hay mucha expectativa por la segunda parte. A la gente que le gusta Cuarteto siempre espera algo diferente. Yo siempre hablo, viste, del riesgo a tomar por el artista. Yo creo que hemos sido bastante fieles a eso: de no darle al público lo que el público espera que uno le de sino sino siempre vos plantear y marcas la cancha, digamos ¿No? Hacemos mucho hincapié en ese detalle. Por eso, no solamente nos basamos en las canciones y en el show sino en darles algo extra».
Roberto Musso - El Telégrafo - 2013

### Yo me Llamo
En paralelo a esto, fue jurado de las dos temporadas del programa de talentos transmitido por Teledoce, Yo me Llamo grabado en el mismo estudio que Peligro. Sin Codificar.
Yo me llamo fue un talent show uruguayo cuya primera temporada empezó el 3 de agosto de 2014 y concluyó el 21 de diciembre de 2014. Su objetivo es la búsqueda del mejor imitador de su artista musical favorito, a través de audiciones y presentaciones. El 21 de diciembre de 2014 mediante un comunicado del conductor durante la final de la primera temporada, se confirmó la segunda parte del formato. Esta comenzó el 2 de agosto de 2015. Es la versión del popular formato original colombiano Yo me llamo, el cual tiene sus propias versiones en otros países como Lluvia de estrellas en España y Yo soy... de Chile. El programa es conducido por Maxi de la Cruz y Ana Laura Romano, y es conformado por otros dos integrantes del jurado, además de Musso: Omar Varela, Lea Ben Sasson. El premio para el ganador de este concurso es un Chevrolet Celta Advantage 0km.
En la primera gala de la primera temporada, tuvo un momento hilarante donde un participante, Martín Silveira, interpretó su canción El Hijo de Hernández (Bipolar, 2009), quedando eliminado. Previamente, Roberto estuvo en su casting cuando cantó Yendo a la Casa de Damíán (Raro, 2006) y le pidió que pasara al programa porque quería escucharlo interpretando más canciones suyas.
El programa fue nominado a Mejor Programa de Entretenimiento, y Mejor Producción Integral, en los Premios Iris 2016.

### Nunca es Tarde
Desde 2015 hasta 2019 fue parte del late night-talk show transmitido por Fox Sports Nunca es Tarde. 
NET se trataba de una producción que combina dos horas en vivo con entrevistas a invitados especiales, humor, juegos, noticias de actualidad y banda en vivo. Se encontraba trabajando con Germán Paoloski, José Chatruc, Darío Barassi, Walter Queijeiro, Fabián Quinteiro y Melina Lezcano.
El programa, grabado en los estudios de Fox Sports Uruguay, duró cuatro años de los cuales Musso formó parte en todos aunque algunos programas ausentándose por motivos de índole musicales y siendo reemplazado por el DJ Tommy Muñoz o apareciendo en el programa vía videollamada.

### Encuentros en Brasil
Encuentros en Brasil es una serie de dos temporadas transmitida por Max.
Es una serie documental que explora la rica diversidad cultural y lingüística de Brasil. A través de viajes y entrevistas, el programa muestra cómo las diferentes lenguas y culturas coexisten en el país, destacando tanto el portugués brasileño como las lenguas indígenas y africanas. Para esta serie, Roberto fue el protagonista de un capítulo y compuso el jingle Ella es Brasil para la segunda temporada, la cual es una oda a la belleza y diversidad del país, presentada a través de una narrativa lírica que mezcla admiración, curiosidad y un profundo sentido de conexión. Desde el inicio, Roberto expresa su fascinación por el país, describiendo cómo cada encuentro con Brasil lo llena de asombro y deseo de conocer más. La letra destaca la riqueza cultural y natural del país, mencionando lugares emblemáticos como el Amazonas, el río Grande y el bello horizonte, que simbolizan la vastedad y la diversidad del territorio brasileño.

### Roberto Responde
Desde el 30 de septiembre de 2020 hasta el 18 de enero de 2021, en el final del confinamiento por el Coronavirus en Uruguay, desde la cuenta de Instagram de la banda se inició una serie de entrevistas llevadas a cabo por la mánager de la agrupación hacia Roberto, el cual respondía preguntas de sus seguidores y figuras públicas sobre sus canciones, discos, etc.
Este ciclo fue bien recibido por la gente aunque era temporal para entregarle un divertimento al público durante los últimos meses de la pandemia, así que casi cuatro meses después saló la última edición de Roberto Responde, debido a que ya la cuarentena había finalizado. En este último programa, se hace referencia a los nuevos vinilos de Raro por los 15 años del disco.

### Rompan todo: La historia del rock en América Latina
Rompan todo: La historia del rock en América Latina es una miniserie documental y musical de 2020, basada en el movimiento del rock en español en Latinoamérica. La serie es transmitida por el servicio web Netflix. Fue creada por Nicolás Entel y dirigida por Picky Talarico. Cuenta con la producción ejecutiva de Nicolás Entel, Picky Talarico, Iván Entel y el músico argentino Gustavo Santaolalla y la producción de la compañía Red Creek.
La miniserie narra la evolución del rock en Latinoamérica desde sus orígenes en los años 50, basada en el rock and roll estadounidense, su conexión con el ámbito sociopolítico de los países en los que se desarrolló, hasta la actualidad; con sus protagonistas como narradores de los sucesos presentados, que presenta artistas como Fito Páez, Charly García, Andrés Ciro Martínez, Álex Lora o el propio Roberto.
Se estrenó el 16 de diciembre de 2020 por Netflix y cuenta con 6 capítulos de aproximadamente una hora de duración.

### La Lámina Que no Está
El 8 de julio de 2022 sale Lámina Once, el último disco del Cuarteto de Nos con la alineación de cinco integrantes.
Además del lanzamiento y de la gira de presentación, anunciaron La lámina que no está, un podcast en el que los integrantes de la banda analizan junto a invitados especiales las letras de cada una de las canciones.
A través de los nueve episodios que componen este podcast se recorren los cuestionamientos que se derivan de una existencia expuesta y sobrestimulada. Cada jueves se estrenó un capítulo que está disponible en las principales plataformas de streaming.

«“La lámina que no está” es un espacio para la imaginación y el análisis. Cada episodio contiene reflejos fragmentados, puntos de vista que cruzan el rock y la filosofía y se preguntan cómo llevar adelante una vida sobreexpuesta. En cada episodio el Cuarteto de Nos @cuartetodenosok conversará con personalidades destacadas, que no han sido invitados a la Fiesta del Dr Hermes pero sí a este podcast exclusivo donde camina un Frankenstein Posmo y Pandora ha abierto su caja».
Cuarteto de Nos - Spotify - 2022

### Gran Hermano Argentina
Tras varios años sin aparecer en los medios tradicionales, durante el 2024, fue invitado en más de una ocasión como analista en Gran Hermano Argentina 2023 junto con Eliana Guercio, acompañando al panel fijo conformado por Ceferino Reato, Laura Ubfal, Gastón Trezeguet y Sol Pérez.
Gran Hermano 2023 es la undécima edición de la versión argentina del reality show neerlandés Big Brother. Se emitió por Telefe tal y como ocho de las diez ediciones anteriores, además de la temporada de famosos. Salió al aire por primera vez el 11 de diciembre de 2023 y finalizó el 7 de julio de 2024, con la final. Un día después se emitió un especial con premios a los jugadores.
El programa consiste en que durante un tiempo aproximado de cinco meses, un grupo de participantes quedará aislado de la sociedad, sin teléfonos ni conexiones con el afuera, e intentará evitar las «nominaciones» efectuadas por ellos mismos y superar las eliminaciones que, periódicamente, la audiencia decide y así conseguir el premio final.
Su primer aparición en este programa se daría el 13 de febrero, cuando fue invitado para analizar junto con el resto de los analistas el paso de Joel Ojeda, el décimo eliminado del reality. Luego de esto fue panelista del programa 5 veces por mes, entre las que se distinguen las pruebas de líder, íntimos con los eliminados o salvación del líder en placa.
Luego, tras finalizar el Tour Lámina Once, el 14 de diciembre, se integró como panelista fijo de Gran Hermano Argentina 2024, haciendo su primera participación en esta edición el 16 del mismo mes para analizar junnto con el resto de los analistas el paso de Renato Rossini Jr., el segundo eliminado del reality.
Recibió dos nominaciones al Martín Fierro, ganando en una terna y perdiendo en la otra. También obtuvieron el Big Brother Award por mejor temporada extensa.

## Premios y nominaciones

### Premios ganados
Cuenta con 45 premios, fue condecorado tanto en Uruguay como en Argentina, Habla Hispana y a nivel Mundial.
- 1994: Disco de platino, de ventas, ganador por Otra Navidad en las Trincheras.
- 1994: Disco de oro, de ventas, ganador por Otra Navidad en las Trincheras.
- 2004: Disco de oro, de ventas, ganador por El Cuarteto de Nos (álbum).
- 2005: Premios Graffiti de la música uruguaya, mejor compositor del año, ganador.
- 2006: Disco de platino, de ventas, ganador por Raro.
- 2006: Disco de oro, de ventas, ganador por Raro.
- 2007: Premios Graffiti de la música uruguaya, mejor compositor del año, ganador.
- 2007: Premios Graffiti de la música uruguaya, canción del año, ganador por "Yendo a la casa de Damián".
- 2007: Premios Graffiti de la música uruguaya, videoclip del año, ganador por "Yendo a la casa de Damián".
- 2007: Premios Graffiti de la música uruguaya, grupo del año, ganador por El Cuarteto de Nos.
- 2007: Premios Graffiti de la música uruguaya, disco del año, ganador por Raro.
- 2007: Premios Graffiti de la música uruguaya, diseño de portada, ganador por Raro.
- 2010: Premios Graffiti de la música uruguaya, álbum del año, ganador por Bipolar.
- 2010: Premios Graffiti de la música uruguaya, mejor álbum pop, ganador por Bipolar.
- 2010: Premios Graffiti de la música uruguaya, mejor compositor del año, ganador.
- 2010: Premios Graffiti de la música uruguaya, canción del año, ganador por  "El hijo de Hernández".
- 2010: Premio Grammy Latino de mejor álbum de música alternativa, ganador por Bipolar.
- 2012: Disco de platino, de ventas, ganador por Porfiado.
- 2012: Premios Martín Fierro de mejor programa humorístico, ganador por Peligro: Sin codificar.
- 2012: Premio Grammy Latino por mejor álbum pop/rock, ganador por Porfiado.
- 2012: Premio Grammy Latino por mejor canción de rock, ganador por "Cuando sea grande".
- 2013: Premios Iris de banda del año, ganador por El Cuarteto de Nos.
- 2013: Premios Graffiti de la música uruguaya, mejor álbum pop, ganador por Porfiado.
- 2013: Premios Graffiti de la música uruguaya, tema del año, ganador por "Cuando sea grande".
- 2013: Premios Graffiti de la música uruguaya, álbum del año, ganador por Porfiado.
- 2013: Premios Tato de programa de humor, ganador por Peligro: Sin codificar.
- 2013: Premios Martín Fierro de mejor programa humorístico, ganador por Peligro: Sin codificar.
- 2013: Premios Gardel de mejor álbum de rock alternativo, ganador por Porfiado.
- 2014: Disco de triple platino, de ventas, ganador por Habla tu Espejo.
- 2014: Premios Martín Fierro de mejor programa humorístico, ganador por Peligro: Sin codificar.
- 2015: Premios Graffiti de la música uruguaya, mejor álbum dúo del año, ganador por Habla tu Espejo.
- 2015: Premios Graffiti de la música uruguaya, álbum del año, ganador por Habla tu Espejo.
- 2015: Premios Martín Fierro de mejor programa humorístico, ganador por Peligro: Sin codificar.
- 2015: Premios Gardel de mejor álbum de rock alternativo, ganador por Habla tu Espejo.
- 2016: Botón de Plata de suscriptores en YouTube, ganador por alcanzar 100 mil suscriptores con El Cuarteto de Nos.
- 2017: Premio Grammy Latino por mejor canción de rock, ganador por "Apocalipsis Zombi".
- 2017: Premio Grammy Latino por mejor álbum pop/rock, ganador por Apocalipsis Zombi.
- 2017: Premios Gardel de mejor álbum de rock alternativo, ganador por Apocalipsis Zombi.
- 2018: Premios Graffiti de la música uruguaya, tema del año, ganador por "Gaucho Power".
- 2020: Premios Graffiti de la música uruguaya, álbum del año, ganador por Jueves.
- 2022: Disco de triple platino, de ventas, ganador por Lámina Once.
- 2023: Botón de Oro de suscriptores en YouTube, ganador por alcanzar 1 millón de suscriptores con El Cuarteto de Nos.
- 2023: Premios Martín Fierro de mejor reality, ganador por Gran Hermano Argentina 2023.
- 2024: Músicos uruguayos con más suscriptores en YouTube, ganador por 1.520.000.
- 2024: Big Brother Award de mejor temporada extensa, ganador por Gran Hermano Argentina 2023.

### Otras nominaciones
Fue nominado otras 17 veces, las cuales no pudo llevarse el premio.
- 2007: Premio Grammy Latino nominado por "Yendo a la casa de Damián".
- 2010: Premio Grammy Latino de mejor canción alternativa nominado por "El hijo de Hernández".
- 2010: Premios Gardel de la música argentina nominado por "El hijo de Hernández".
- 2011: Premios Tato de interés general no prime time nominado por Peligro: Sin codificar.
- 2011: Premios Martín Fierro de mejor programa humorístico nominado por Peligro: Sin codificar.
- 2012: Premios Tato de interés general nominado por Peligro: Sin codificar.
- 2013: Premios Tato de dirección en no ficción nominado por Peligro: Sin codificar.
- 2013: Premios Tato de producción en no ficción nominado por Peligro: Sin codificar.
- 2015: Premios Tato de programa de humor nominado por Peligro: Sin codificar.
- 2016: Premios Iris mejor programa de entretenimientos nominado por Yo me llamo.
- 2016: Premios Iris mejor producción integral nominado por Yo me llamo.
- 2017: Premios Tato programa de humor nominado por Peligro: Sin codificar.
- 2019: Premios Martín Fierro de mejor programa humorístico nominado por Peligro: Sin codificar.
- 2019: Premios Latin American Music por mejor canción de rock nominado por "Punta Cana".
- 2010: Premio Grammy Latino de mejor canción de rock nominado por "Punta Cana".
- 2020: Premios Gardel de la música argentina, por mejor álbum rock alternativo nominado por Jueves.
- 2023: Premios Martín Fierro de mejor producción integral nominado por Gran Hermano Argentina 2023.

## Legado
Con su grupo de casi cincuenta años, Musso ha dejado un gran legado en la historia del rock nacional. Su quinto álbum de estudio, Otra navidad en las trincheras (1994) es el disco de rock más vendido de la historia del rock uruguayo.
Fueron nombrados como embajadores culturales de Uruguay por considerarse que exportan cultura y potencian la marca Uruguay Natural en el mundo que han tenido una destacada proyección internacional, representan al país y es importante que UN también los acompañe. Dicha condecoración fue brindada en 2015 por la entonces ministra de turismo, Liliam Kechichian, y por el entonces presidente de La Nación, Tabaré Vázquez. En base a este reconocimiento, Juan Campodónico, comentó que los discos producidos por él para la banda forman parte de la cultura de gente de otros países que han mirado el Uruguay desde su música, y es bueno señalarlo y tener ese vínculo más afianzado.

«Hoy vemos que Uruguay se ha colocado en el plano internacional como un país de avanzada y nos sentimos embajadores culturales, mientras que chiquilines de México, Colombia o Venezuela tienen frases de nuestras canciones tatuadas en sus cuerpos».
Roberto Musso - Gobierno de Uruguay - 2015

«Es relevante para el posicionamiento internacional del país que estos prestigiosos artistas nacionales con reconocimiento dentro y fuera de fronteras firmen el convenio que avalan el uso del isologotipo».
Antonio Carámbula Sagasti - Director ejecutivo de Uruguay XXI - 2015

A la renovación del público presente en los estadios cuando tocan, y de la juventud de las personas que asisten pese a la vasta existencia de la banda que mantienen viva la esencia de esta misma, Musso asevera que afortunadamente no tiene idea a que se debe esto pero que, si le tuviera que encontrar una respuesta, considera que se debe a YouTube, redes sociales y a sus últimas canciones que hablan mucho de temas más psicológicos, filosóficos, de una generación de jóvenes que eran preadolescentes antes de la pandemia y que salieron al mundo real, ya siendo gente más grande. 
Otro aspecto llamativo a la juventud, según él, es la existencia de personajes verosímiles y probables en sus canciones, así como la mutación que la banda ha tenido, reflejada en las letras que hacía a los 18 y su gran contraste con composiciones de 20 años más tarde. Apoya esto con los temas que estaban en las últimas composiciones: el encierro, la fragilidad, la sociedad actual, las preguntas existenciales, los vínculos humanos, la hiperpolarización, la fragmentación de la información, la soledad, el papel de la tecnología, la radicalización, la reflexión psicológica y filosófica, la percepción de la humanindad, la interreferencia entre canciones, la partidización de dos bandos, la búsqueda del poder (y el poder en sí mismo), la pérdida de la autocrítica, la polarización, los algoritmos, la salud mental, la búsqueda de culpables, las conspiraciones y la paranoia, todo esto sumado al respeto de su público y la diversidad de edades, géneros y clases sociales hacen que, según el propio Musso, el seguidor de la banda suele ser Mente abierta y súper universal. De esos seguidores, el cantante cuenta que hay muchos con el espectro autista, que les dicen incluso sus padres que se sienten súper contenidos con sus letras y shows, porque va mucha gente similar en cuanto a emociones, a sensibilidad y todo eso. 
Referido a la interreferencia entre canciones, este es un fenómeno repetido ampliamente en la historia de la banda siendo el caso más resonado el vínculo entre Buen Día Benito (Porfiado, 2012), Calma Vladimir (Apocalipsis Zombi, 2017) y Hola Karma (Apocalipsis Zombi, 2017). Esto quedó demostrado en la gira de presentación de Apocalipsis Zombi donde, antes de empezar a tocar la última canción mencionada, se veía un cartel que decía: "Benito, todo vuelve -Vladimir". Como bien se explicita en la primera canción nombrada, la historia entre estas tres habla de Vladimir, un joven que va en busca de Benito para vengarse de los daños que este le infligió en el pasado. Cuando por fin logra encontrarlo, Benito buscaba calmarlo en vano para así evitar su castigo, objetivo que no logró como deja en claro el final explosivo de la segunda canción en la lista. Finaliza, entonces, con una reflexión en Hola Karma demostrando que las consecuencias de los actos de Benito terminaron llegando en el momento justo.
En los temas no habituales en sus canciones se encuentran el amor y la política. El amor no es tocado frecuentemente por la banda por considerarlo un lugar común que no lo convencía y, como bien se mencionó anteriormente, más que hablar de la política sus canciones hablan de la lucha por el poder. A Roberto le gusta plantearlas sin tomar partido, observando desde afuera. Por ejemplo, en Fiesta en lo Del dr. Hermes (Lámina Once, 2022) habla de los que están dentro de la fiesta y de los que están fuera. El que canta la canción es una especie de juglar relator. Le encanta ese misterio de que el tal Dr. Hermes no aparece nunca y nadie sabe quién es. Además, trata de no dar una visión única en sus letras, sino que deja planteadas las situaciones para que cada uno saque sus propias conclusiones.
Finaliza su reflexión diciendo que lo importante es seguir siendo una banda novedosa, seguir saliendo de gira y tener hoy un público que no había nacido en aquel 1978 cuando la banda surgía. Que sean pibes de veinte años habla de una salud muy importante en cuanto a la transformación de la banda, ya que él le da más valor a la vigencia y tener a esta altura de la vida un repertorio totalmente nuevo. Intentando encontrarle una cifra certera, Musso dice que el 70% de su público es menor de 20 años. Ha vivido situaciones donde fans se tatúan frases de canciones, el logo de la banda, tapas de discos o cosplays de sus canciones, fenómeno más frecuente con la canción Cinturón Gris (Lámina Once, 2022), donde varios seguidores concurren a los recitales disfrazados de Cris, protagonista de la canción, y derivando en un posterior videoclip musical en vivo de esta misma canción en el Movistar Arena de Argentina del 13 de mayo de 2023.

«Nuestra historia es curiosa. Cumplimos 40 años y el 80 por ciento del público de nuestros shows está en los 20. No sé si esto es tan común, pero nos encanta que suceda. Pasa acá (Uruguay), en toda Latinoamérica y Europa. Eso y el hecho de que, en su mayoría, tocamos canciones que no tienen más de diez años, marcan la buena salud de una banda que no vive de “glorias pasadas”. Contamos esa sensibilidad y esa emoción a flor de piel que tienen todos de la gran incertidumbre y las grandes interrogantes que se nos plantean como personas y como humanidad. Creo que justamente por eso, mucha gente se identifica con esos personajes que están siempre en el filo y en el borde de lo probable y de lo ficcional. Mucha gente se identifica, porque siente cosas iguales. Los fans se saben todas las canciones y las cantan con una pasión increíble. Quizás esa especie de introspección terminó girando en algo mucho más universal».
Roberto Musso - Rosario3 - 2024

Por esto y más, el guitarrista uruguayo reconoce al Cuarteto de nos como una banda de seres adaptables. Otra solución que le encuentra es que tradujeron a un idioma musical y coloquial algunas problemáticas que interpelaban a jóvenes que estaban en un ida y vuelta con determinadas luchas con el poder. Musso se ha referido, también, a que no subestimar a los jóvenes juega un papel importante para la consistencia de la banda hoy por hoy, resaltando situaciones contadas por sus fans a ellos mismos en sus meet and greet donde los padres conocen a la banda por sus propios hijos, en vez de darse la situación a la inversa: encuentra la explicación a la no subestimación de las poblaciones más chicas argumentando que "(...) Los jóvenes van contra la corriente, que fue lo que hicimos nosotros siempre, cuando éramos chicos, y lo que fue rebelde y contracorriente (...)".

«Se nos está exigiendo tomar una posición, en el mundo que sea: político, cultural, deportivo, lo que sea. Y si no lo hacés, sos calificado de indiferente. Nunca me gustó eso y menos cuando la escala de opciones se reduce a dos. Van desapareciendo los grises. ¿A o B? ¿Negro o blanco? ¿Team verano o team invierno? Encuentro en el Test de Rorschach un correlato de los tiempos que corren».
Roberto Musso - Infobae - 2022

«Es interesante, porque en países como Colombia, México o Perú, la primera generación en conocernos fue la de los hijos, no la de los padres. Esta generación joven fue la que llevó nuestra música a sus casas, y es por eso que hoy en día vemos a familias enteras en nuestros conciertos. Los padres vienen a vernos porque sus hijos los introdujeron a nuestra música, creando una especie de “herencia musical”. Además, creo que nuestras letras, que abarcan desde temas filosóficos hasta cuestiones cotidianas, permiten que diferentes generaciones encuentren algo con lo que identificarse. El show en vivo, con su energía y su toque de rebeldía, también tiene mucho que ver. Es un orgullo ver cómo nuestras canciones atraviesan esas barreras generacionales».
Roberto Musso - La Nación - 2024

Gracias a la juventud de su público, Roberto comenta que los recitales hoy por hoy les exigen más energía que a sus veinte años, logrando reflejarse a sí mismo cuando era joven y sintiendo una gran conexión con sus seguidores entrando en, por sus propias palabras, un trance o un viaje. También recibe testimonios de cuarteteros explicando como una canción ha logrado salvarlos en momentos complicados de su vida. Destaca, principalmente, el momento donde, en 2012, una chica en Argentina con cáncer, previo a empezar sesiones de quimioterapia, les mostró que tenía tatuada la frase "No soy un cordero a matar con cianuro, soy un guerrero y todavía respiro" correspondiente a Razones (Bipolar, 2009).
Otro de los momentos atesorados por el cantante es de una chica que estuvo en CTI le contaba que los amigos, para estimularle la parte neurológica, le pusieron canciones del Cuarteto mientras estaba internada, y según ella se aprendió las canciones así.
Similar a esto, durante el año 2024 en la red social TikTok se llevó a cabo un trend con el primer estribillo de Siempre Que Escucho al Cuarteto (Canciones Del Corazón y El Cuarteto de Nos, 1990 y 2004) el cual dice: "Tengo una muñeca vestida de azul, zapatitos blancos y medias de tul, la agarró mi tío y la manoseó y dice que la muñeca se dejó" y fue utilizado por parte de personas que sufrieron violaciones como una herramienta para alzar la voz y contar su historia.

«Si tuviera que describir nuestra actualidad con una palabra sería, definitivamente, emoción. Porque es una emoción muy grande lo que nos pasa en cada show que hacemos, en todos los países. Tenemos un trato muy directo con los fans y esa sensibilidad a flor de piel que tienen y cómo te cuentan cada historia, de cómo conocieron determinado tema o cómo influyó en su decisión personal, un momento muy importante de sus vidas. Es algo muy fuerte cuando me lo cuentan, te lo digo como compositor y para nosotros como músicos. Esa es la palabra, emoción».
Roberto Musso - Infobae - 2024

Encuentra una motivación para revitalizarse en el crecimiento de la banda, la reacción de la gente a un nivel multitudinario en toda Latinoamérica y estar en un gran momento a nivel musical recibiendo el reconocimiento de la prensa.

«Es un placer cada vez que nos vamos de gira, pero a esta altura uno lo ve como un sacrificio importante también. Dejar a mi hija se me hace difícil, pero queremos aprovechar este momento porque hoy es el mejor momento de la banda, eso te da fuerza para decir ‘me voy 20 días lejos de casa’ pero es por algo importante, algo que te llena artísticamente».
Roberto Musso - El Día - 2016

Individualmente, Musso se convirtió en el uruguayo más nominado y condecorado de todos, con 62 veces ternado y 45 premios tanto musicales como de televisión por sus labores arduos en Peligro: Sin codificar, Yo me llamo y Gran Hermano Argentina 2023.
Son los artistas uruguayos con más suscriptores en YouTube, con 1.520.000, ocupando el undécimo puesto de todo el país. Además, junto con No te va Gustar, son las únicas en superar la cifra del millón en el país sudamericano. En el sitio de videos, El Cuarteto de Nos fueron de los primeros artistas en publicar un videolyric de una canción, con Ya no sé Qué Hacer Conmigo (Raro, 2006) ya que, al ser tan nueva la plataforma en ese entonces, no era habitual ver ese tipo de estética en un tema musical.También ocupan el segundo puesto de artistas uruguayos más oídos en Spotify, con 3,577,832 de oyentes mensuales solo por detrás de NTVG (5,261,757).
En Spotify, también, cuentan con la cuarta canción uruguaya más escuchada, Enamorado Tuyo (Porfiado, 2012) con 134.561.293 reproducciones, solo por detrás de A Las Nueve (El Calor Del Pleno Invierno - No te va Gustar, 2012), Ese Maldito Momento (El Calor Del Pleno Invierno - No te va Gustar, 2012) y Noche Loca (Todo Comenzó Bailando - Marama y Rombai, 2015). Sin embargo, esta canción no la canta Musso sino Santiago Tavella. Si se habla de la melodía más sintonizada de la banda compuesta por Roberto es Lo Malo de Ser Bueno (Porfiado, 2012) con 119.420.461 escuchas.
En su canción Contrapunto Para Humano y Computadora (Jueves, 2019) trata una pelea entre un humano y una máquina, que también toca temas más profundos, como el papel de la tecnología en nuestras vidas, cómo estamos cada vez más deshumanizados como humanos y, a la vez, las máquinas más humanizadas, también cómo puede distorsionar nuestra percepción de la realidad. La canción fue novedosa debido a que no se solía hablar de la Inteligencia artificial en ese entonces.
En el año 2010, quedaron en la historia al ser los primeros artistas uruguayos en ganar un Premio Grammy Latino. En esa ceremonia, obtuvieron el Mejor Álbum de Música Alternativa con Bipolar. Tres años después repitieron premio, esta vez de Mejor Álbum Pop/Rock con Porfiado y Mejor Canción de Rock con "Cuando Sea Grande", del mismo disco. Más tarde, en 2017 volvieron a ganar como Mejor Canción de Rock con "Apocalipsis Zombi" y también Mejor Álbum Pop/Rock con Apocalipsis Zombi.
Obtuvieron un hito de ser los únicos artistas uruguayos en tener seis discos consecutivos nominados a esta premiación, entre las que recibieron nominaciones por Mejor Canción de Rock, Álbum de Música Alternativa y Pop/Rock. En total, fueron nominados 8 veces a la ceremonia ganando 5 premios y perdiendo 3, teniendo un 62.5% de efectividad.

«Me siento orgulloso de que viniendo de Uruguay, un país tan chiquito y tan lejos del mundo, hayamos obtenido nominaciones por seis álbumes consecutivos. En esta edición de los Latin Grammy estuvimos nominados en la categoría de mejor canción de rock por Punta Cana (Jueves, 2019)».
Roberto Musso - CNN en Español - 2019

En relación a los Grammys Musso opina que, más que simplemente valorar la condecoración de La Academia, estos premios influyen solamente si van acompañados por todo lo demás, como vender tickets, críticas positivas o la relación con la prensa. 
Desde 2023, empezaron con una dinámica en redes sociales llamada #MeetCDN donde les piden a sus seguidores una idea creativa para 

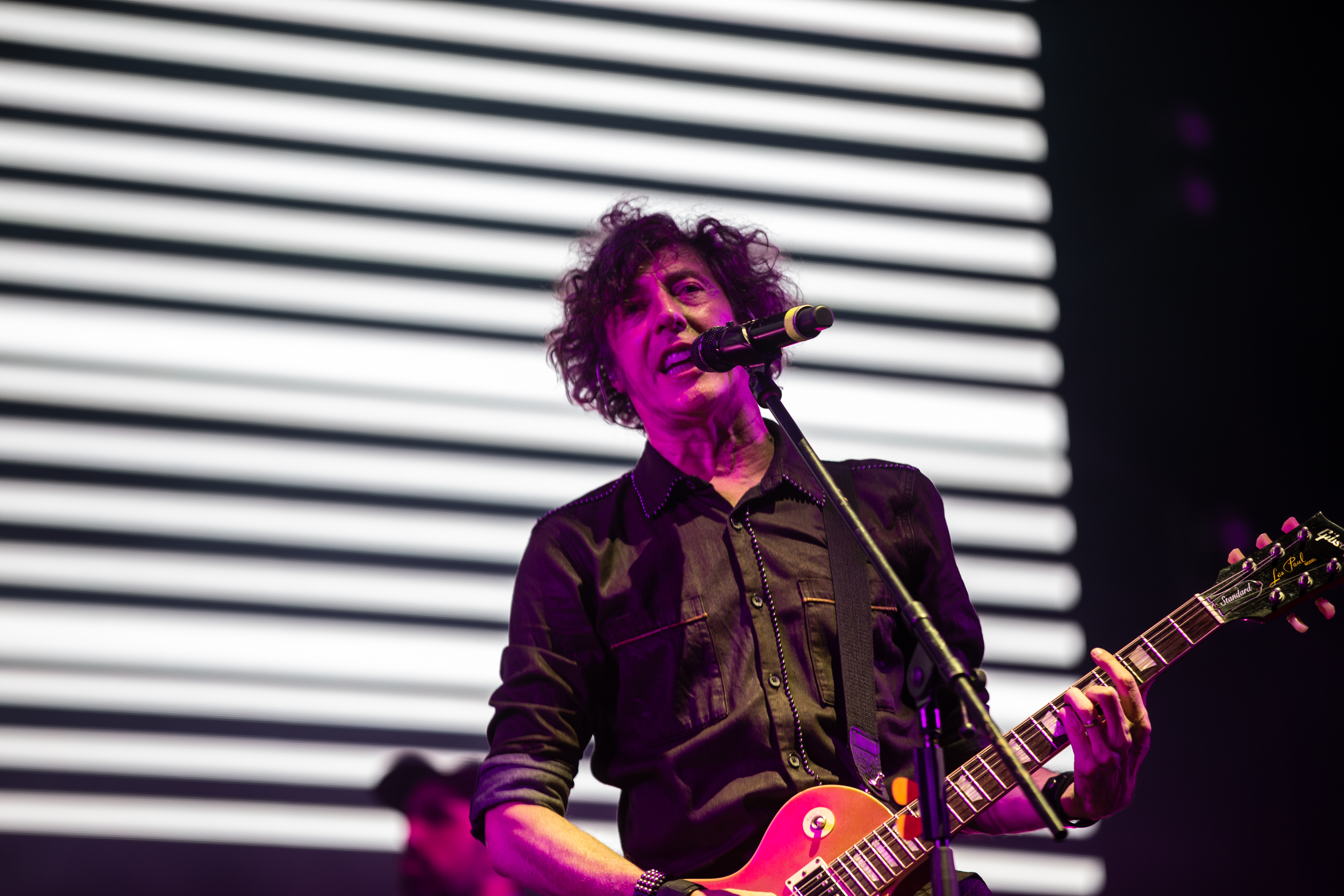
Roberto Musso en 2024

poder tener el privilegio de elegir un lugar para conocer de su ciudad, como el Museo del Jade o mercados de comida típica, y así tener un tiempo con sus seguidores. Los tres ganadores se eligen mediante una encuesta y se ha realizado en varias ciudades y países como Costa Rica. Cada uno de esos encuentros fue registrado y se encuentra disponible en el canal oficial de la banda en YouTube y, según ellos, es el mejor reflejo de lo que une a la banda con sus fans. Además de mostrar porqué los fans se sienten tan acompañados, identificados y contenidos en la música del Cuarteto, donde ellos mismos declaran, lo siente “un lugar seguro al que pertenecer”. También realizan meet and greets, llevados a cabo antes del recital propiamente dicho, siendo más breve, donde se sacan fotos con sus seguidores y charlan durante un rato, logrando definirlo como una inyección de adrenalina.
Estos encuentros son los sucesores de una serie de eventos anteriores llevados a cabo hasta 2021 llamados Experiencia Rara, la cual era exclusiva para un selecto grupo de 25 personas con el permiso de escuchar el primer tester del vinilo de su próximo disco, acompañado vía Zoom por la banda con quienes lo irán escuchando en simultáneo. Además se incluían regalos como 3 postales de colección. Este proceso fue inicialmente llevado a cabo solo en México y posteriormente fue replicado en otros países.

«Pasa algo súper interesante, en lo que yo no te miento. Nosotros hacemos Meet & Greet con el Cuarteto, generalmente en todos los shows de Latinoamérica. Viene un montón de gente y sobre todo muchos chicos jóvenes, que pagan un poco más la entrada para sacarse la foto. Pero nosotros lo hemos humanizado bastante más, y lo acotamos a menos gente para poder charlar un rato con ellos. Te juro que la experiencia es increíble, los pibes te cuentan cómo conocieron al Cuarteto, cómo los sacó de una depresión, cómo nos presentaron a un amigo que estaba mal, te eriza la piel. Y todo esto te lo decía porque hay un montón de chicos que me dicen: "Yo seguí ingeniería por vos". Muchos casos. Realmente una de las cosas que más me siguen motivando a escribir y que me dan inspiración para hacerlo son muchísimas de esas charlas. Incluso en lo que se viene ahora para el próximo disco, hay mucho de eso. De lo importantes que son a veces las letras de tus canciones, que uno lo sabe de repente, pero capaz que no lo dimensiona tanto hasta el momento en que lo ves ahí. Y creo que son miles, nos pasa en cada Meet & Greet, que son 500-600 personas».
Roberto Musso - BEAT - 2024

Al bajarse de un escenario, Musso dice que muchas veces le resulta difícil desconectarse de esa adrenalina. Es como si necesitara una especie de cámara de descompresión, como la que usan los astronautas, para poder volver a la realidad. Esa sensación de haber creado algo que resuena con tanta gente, en lugares tan diversos, es algo que nunca deja de sorprenderle y es un recordatorio constante de por qué hace lo que hace.

«Hemos logrado evolucionar sin perder autenticidad. Esto se basa en seguir buscando en ser originales en todo aspecto: en vez de hacernos una banda de Raro para atrás decidimos hacernos de Raro en adelante. Sin embargo, nunca perdimos nuestra esencia ni enfoque particular».
Roberto Musso - GeneXus GX27 - 2017

Siguiendo con esa innovación, Roberto confiesa que sigue yendo, virtualmente, a clases de canto con un profesor irlandés para no perder esta capacidad vocal.
En el Mundial Rusia 2018, la Selección Uruguaya utilizó su canción Gaucho Power (Apocalipsis Zombi, 2017) como canción oficial de La Celeste en la copa, donde llegarían hasta la instancia de cuartos de final ante la Selección Francesa, que se terminó coronando campeona. También esta canción fue tomada como tal por la Selección Argentina en el Mundial Catar 2022, torneo donde La Albiceleste alcanzó su tercer estrella ante justamente Les Noirs.
Su  disco Jueves fue denominado como un monstruo de 4 cabezas, ya que fue producido por 4 diferentes productores: Eduardo Cabra, Hector Castillo, Juan Campodónico y Camilo Lara, reflejando la eclecticidad estilística de la banda. La idea fue que cada canción estuviera dirigida por “un productor a medida”, lo que consagró a este disco como un conjunto de piezas únicas.

«Jueves es para el Cuarteto, y también ha sido así destacado por la prensa, como una especie de “Raro reloaded”, dada la contundencia de la obra y de sus canciones individualmente».
Cuarteto de Nos - Sitio Web - 2019

En la gira de su anteúltimo disco, Lámina Once, han hecho más de 120 shows en 22 países diferentes, con un crecimiento de gente que era impensado. Reconocen que están viviendo el momento de mayor convocatoria de su historia. Lo ven como algo inesperado y el resultado los llevó por delante, superando su propio optimismo.

«Somos El Cuarteto de Nos, qué somos de Uruguay y tenemos tanto en común con ustedes que díganme la verdad... Sí o no: Acá todos somos medio Raros, Bipolares, Porfiados. Nos gustan los Jueves. En la noche hablamos con nuestro espejo. Vamos por la vida como Zombies. En la Lámina Once solo vemos manchas. Y aunque el Dr. Hermes nos invite a su fiesta no vamos nada porque la fiesta estuvo acá en el [nombre del recinto]. Gracias por acompañarnos. Hasta la vuelta, chau chau, chau chau».
Roberto Musso, al término de cada recital haciendo referencias a sus discos y canciones - Desde 2022

Un vínculo muy fuerte se ha establecido en países como Argentina, Colombia o México donde la banda ya es local y multitudinaria casi a la par con el resto de América. No se han quedado atrás los países centroamericanos, donde en los últimos años pasaron a ser parte obligada del tour,  como pasó también España y otros países de Europa.
Desde 2024 empezaron con otra dinámica, la cual se llama #Mi1ShowCDN donde, antes del inicio del mismo recital, van preguntando a la gente que va por primera vez a verlos desde hace cuanto los conocen, cual es su canción favorita y desde donde vienen. Al término de esta minientrevista les entregan un pin que dice "# Mi primer show" decorado con líneas y un corazón debajo de la frase con la leyenda CDN.
La canción que más reproducciones tiene de la banda en todo YouTube es Lo Malo de Ser Bueno (Porfiado, 2012), con 144.631.750 vistas.
Tienen grandes vínculos musicales con otras bandas y/o cantantes de la talla de Los Auténticos Decadentes, No Te Va Gustar, La Vela Puerca, Gustavo Cerati, El Bananero, Twenty One Pilots, Julieta Venegas, Eduardo Cabra, Bizarrap, Bauti Mascia, Mon Laferte, Coscu, Alvinsch, Alaska, Ignacio Saralegui, Jorge Drexler, Nicolás Occhiato, Romina Giardina, Santiago Talledo, Las Pastillas del Abuelo o Fito Páez. Sobre su vínculo con la banda argentina, el propio Daniel lo contó en entrevistas recientes. Su gran relación con los otros dos grupos uruguayos se debe a ser parte fundamental del rock nacional y los grandes exponentes de este mismo. Con respecto a Gustavo, Roberto contó que les elogió su música a ellos mismos tras un recital presentando Raro en La Trastienda, y les confesó que fue su hijo, Benito Cerati, el cual le había mostrado su música y quedó maravillado. Adrián Maximiliano Nario, más conocido como El Bananero, declaró en su programa Radio Garka que esta banda es una de la que a él más les gustan en Uruguay. Con el dueto americano han compartido festivales y hasta incluso se han sacado una foto juntos (donde faltan Santiago Tavella y Álvaro Pintos). Por otro lado, Musso se ha referido varias veces sobre su relación de amistad con Julieta, con la cual han compartido escenario algunas veces y fue, según palabras del músico uruguayo, parte importante del reconocimiento de la banda en México y Estados Unidos. Eduardo ha sido productor de algunos discos y canciones de la banda durante las últimas dos décadas, y es que el ex Calle 13 produjo Jueves, Fiesta en lo Del dr. Hermes (Lámina Once, 2022), La Ciudad Sin Alma (Lámina Once, 2022) o Lámina Once, incluso Roberto confirmó que Cabra es uno de los mejores productores con los que ha trabajado. El también productor argentino Bizarrap expresó su respaldo público en más de una ocasión, a tal punto que Musso afirma que han tenido contactos con él y que saben que es un gran fan del Cuarteto y que siempre les da para adelante. El propio Bizarrap comentó que le encantaría hacer una session con Musso y que cada vez que fueron a Argentina él los fue a ver. Bauti, por su lado, fue el ganador de Gran Hermano Argentina 2023, programa del cual Roberto fue invitado como panelista varias veces e incluso entró a la casa en un Congelados (donde invitados entran a la casa y los participantes deberán no moverse ni hablarles para evitar ser sancionados) y el que más se emocionó al verlo ingresar a Musso fue el propio Mascia: inclusive, el guitarrista uruguayo fue una de las personas que más campaña hizo para el triunfo de su compatriota en el reality. Con Mon, el vínculo es de redes sociales, ya que se siguen mutuamente. Martín Pérez Disalvo, streamer, comentó su canción Contrapunto Para Humano y Computadora (Jueves, 2019) diciendo que era un temazo, además de decir varias veces en Twitter que esta es su banda favorita. Alvisch, YouTuber y artista colombiano, les hizo una crítica, calificandolos como una "banda de genios", haciendo el chiste de que en Uruguay hay 16 o 17 personas y teniendo una charla con ellos en agosto del 2020. Alaska, también YouTuber uruguaya, en un video confesó que le encanta el cuarteto. Con Ignacio, humorista y actor argentino, colaboraron el 19 de mayo de 2022, en el videoclip de Maldito Show (Lámina Once, 2022) donde Saralegui actúa de Damián Damián, un conductor de un noticiero llamado Info News que da a conocer primicias respecto al Cuarteto de Nos haciendo referencias a sus canciones para que, después, se de inicio a la canción nueva. Jorge, reconocido artista uruguayo, ha sido visto en varias ocasiones disfrutando de los recitales de sus compatriotas en Madrid, lugar donde reside, y elogiándolos por algunas de sus canciones tales como Contrapunto Para Humano y Computadora (Jueves, 2019) calificándola como una nueva genialidad del Cuarteto de Nos. En el caso de Nicolás, Romina y Santiago se trata de tres de los cinco conductores del ciclo de LUZU TV, Nadie Dice Nada: en dicho programa Musso fue invitado una vez en 2022 y la banda entera fue en 2024 y, en ambas ocasiones, tanto Occhiato como Giardina y Talledo demostraron su respeto y admiración para con la histórica banda rioplatense. Con Las Pastillas del Abuelo han tenido la posibilidad de compartir eventos juntos, hasta Musso declarando que le gustaría colaborar con ellos. Fito, en un recital realizado en la Rambla de Montevideo, parte de su tour El Amor 30 Años Después Del Amor realizado en conmemoración al trigésimo aniversario de su mayor obra, El amor después del amor, confesó su admiración por El Cuarteto de Nos.

«El Cuarteto de Nos es la frescura del rock».
Gustavo Cerati - La Trastienda - 2006

«Me encanta El Cuarteto de Nos, iría a un recital si no me cobran la entrada a más de 300 USD. Me gusta mucho en la época en que salieron, a fines de los '80 principios de los '90 y me encantó el approach de ellos hacia la música que era tomárselo todo un poco en joda, cosa que en los ochenta se había perdido un poco con eso. Creo que El Cuarteto terminaron de los 80s con un poco más pa' arriba. Me manijean mal, escucho los temas y tienen unos temones de la gran puta. Yo respeto a la gente auténtica y genuina. Está bien la progresión que tuvieron, me están picando y me están gustando. Están más dulces como el maracuyá, una fruta muy suavetonga como: "Vamos a ponerle esto para que no... no pegue tanto"».
El Bananero - Terapia Picante - 2024

«El Cuarteto de Nos es una de las casas de música más importantes y alucinantes del mundo, ha dado todo de calidad y bello para atravesar el tiempo. Ha hecho rock de la mejor manera, es una de mis bandas favoritas».
Fito Páez - Rambla de Montevideo - 2023

## Controversias

### «El día que Artigas se emborrachó»
Quizás el momento de mayor tensión de la banda fue cuando tuvo que enfrentarse a una demanda en 1996. Esto se debió a la filtración de la canción «El día que Artigas se emborrachó» (El Tren Bala, 1996) lo que llevó al Ministerio de Educación y Cultura de Uruguay a presentar una denuncia penal debido a que un grupo de manifestantes le reclamó al Gobierno la censura a la banda. Según la entidad, esta frase faltaba al respeto a José Gervasio Artigas, un prócer de Uruguay. Sin embargo, más tarde el juicio fue declarado nulo, ya que no se consideró que esta acción constituyera un delito. Luego intentaron que juzgara la justicia militar en plena democracia, porque se creía que vilipendiaba la bandera de Artigas.
A pesar de esto, el Instituto del Niño y Adolescente de Uruguay prohibió la venta de este disco a menores de 18 años adjudicando que tenía material pornográfico y la reproducción de sus canciones en horario de protección al menor lo que, según Musso, afectó significativamente de forma positiva la popularidad del grupo ya que generaba esa sensación de prohibición donde muchos menores de edad llevaban falsos DNI para poder comprarlo. Fue el único caso de intento de censura en Uruguay de un tema musical luego del retorno de la democracia en 1985. De hecho, en el diseño del CD en la reedición del disco del año 2001 figura el clásico Monumento a Artigas cubierto por una manta.También, en 2004, fue nuevamente incluida en su álbum El Cuarteto de Nos donde se recopilan los grandes éxitos de la agrupación.
Haciendo referencias a esta canción, en 2013 la banda compuso un jingle especial para el programa pHumor.tv por Navidad y Año Nuevo llamado El Día Que el Pepe Legalizó, haciendo referencias a José Mujica, expresidente de Uruguay encargado de legalizar la marihuana el 10 de diciembre de ese mismo año.

### Salidas de Ricardo Musso

#### Ida temporal en el 2000
En el año 2000 sale Cortamambo, décimo álbum de la banda, provocando la salida temporal de Riki por diferencias con el sello sobre la portada y booklet, correspondiese a una versión alternativa del álbum con el arte de tapa que había propuesto Ricardo y que no salió.
En portada propuesta por Musso se observa un paisaje tropical con un fondo de playa, mar y cielo despejado. En la parte superior, se ven hojas de palmeras que enmarcan la escena. En el centro, destaca un rectángulo negro con el nombre de la banda en amarillo, "4.TETO" en blanco y el nombre del disco en naranja. Sin embargo, la que finalmente se quedó como portada oficial presenta una imagen con un fondo azul y un primer plano de un torso desnudo, donde una mano cubre parte del pecho. En el centro, destaca un rectángulo negro con el nombre del álbum en letras blancas y un estilo tipográfico llamativo. En la esquina superior derecha, aparece el nombre de la banda junto con "4.TETO".
Tras la ida de Ricardo, la banda lo reemplazó con un doble en el videoclip de Necesito Una Mujer (Cortamambo, 2000) y dejaron de hacer recitales durante un año hasta que, tras ser convencido por su hermano, Riki vuelve a la banda.

#### Ida definitiva
En 2009 Ricardo Musso abandona al Cuarteto de Nos de manera definitiva y, desde ese momento, han sido frecuentes las veces que el guitarrista aprovecha para criticar a su exbanda, a veces con humor y otras de manera seria.
Ricardo dice que uno de los principales motivos que tuvo para salir de la banda fue que se transformó en otra cosa, gozando de buena salud empresarial pero no estética. Además señala que para Bipolar, el cual fue su último álbum en la agrupación debido a que no le gustó nada, grabó algunas guitarras pero ninguna de ellas fue incluida en el producto final. En una de las críticas más duras que le otorgó al grupo fue un intento de repetir la misma fórmula de Raro todos los años, encontrándolo igual de penoso que repetir Otra Navidad en las Trincheras. En contraposición a los últimos productos de la banda, Ricardo sitúa a su disco ¡Formidable!.
Asísimismo cuenta que la última vez que los escuchó en vivo fue en el Palacio Legislativo en el 2011, sorprendiéndole lo mal que sonaban estética y técnicamente, considerándolo como muy achatado, comprimido y apretado. Pese a todas declaraciones conflictivas, Ricardo comenta que ha escuchado Lámina Once y lo evaluó diciendo que no puede decir que está mal pero, pese a que esté bien y le nota alguna estructura diferente, jamás escucharía ese tipo de música ya que no le mueve nada.
El 27 de diciembre de 2017, Riki entrevistó a Roberto en su programa de radio, Servo, en un contexto de rumores que aseveraban la mala relación de los hermanos una vez Ricardo abandonó la banda. Años atrás, en 2012, también había entrevistado a Santiago Tavella, quien en ese momento aún seguía en la banda.

«El Cuarteto de Nos dejó de ser de sus dueños y pasó a ser de otros, como está no creo que viva muchos años más. Mi ida fue rara pero no me arrepiento de haberme ido, si quizás de no haberla peleado. Creo que ni ellos tienen mucha idea de qué pasa con la empresa. Son empleados de una máquina que fabricaron ellos, terminé siendo empleado y no había plata, por eso me fui: mi único objetivo es hacer plata con la música que me haga feliz. No me fui porque la estética haya virado hacia algo nuevo, yo quería que cambiara porque no me gustaba, pero no para ese lado tan techno y tierna donde Gustavo Antuña como guitarrista toca sin hacer nada, sino para el que me fui yo: más guitarrero, más rockero; mi música no es como el Cuarteto de Otra Navidad en las Trincheras en adelante, sino que de los primeros más experimentales. Constituyen un desperdicio de tecnología y de guita. Siento que es una pena; un despilfarro estar 30 años laburando para una banda y cuando por fin tiene éxito, se transforma en un cuadro de fútbol... y vos terminás de aguatero. ¿Qué pasó? Sigan ustedes si quieren. Soy un poeta de la crítica y la dureza. A Roberto lo veo poco, porque está todo el tiempo de gira. No hablamos del Cuarteto de Nos porque es un tema tabú. No me fui de ahí para vivir de los arrendamientos de mis campos pero no quería participar de ese proceso inevitable de darle al público lo que está esperando. De las canciones que menos me gustan es Cuando Sea Grande (Porfiado, 2012). Hoy veo lo que han generado económicamente desde que me fui y me quiero matar porque hice muchas giras en la época de promoción, pero era muy fuerte subirme al escenario y tocar esa música que no... A veces tengo pesadillas con que vuelvo a la banda y toco canciones que no conozco. Me aburrí de partidos de fútbol con música de fondo».
Ricardo Musso, en relación a su salida del Cuarteto de Nos y su vínculo actual con Roberto - 180 - 2014

### Filtración deBipolar
A fines de abril de 2009 se filtró en la página web Taringa! gran parte del disco Bipolar, mientras la banda aún estaba trabajando en él. Juan Campodónico, productor artístico, se lamentó mucho sobre lo ocurrido y dijo que esto estaba "dañando mucho el trabajo", tanto del grupo como de la gente que grabó el disco.
Existen algunas diferencias entre la versión filtrada y la versión final. En la versión final, la línea "Si no se van voy a saltar" en Doble Identidad se encuentra recortada al igual que el final en Primavera, la versión filtrada del tema Breve descripción de mi persona no contiene una introducción, la portada de la versión filtrada contiene el título del álbum en un fondo negro, las pistas en esta se encuentran en un orden diferente y Mi lista negra no está presente.
Durante esta etapa, en la prensa uruguaya se rumoreaba una posible separación de la banda debido a que la filtración había causado disputas creativas entre los integrantes. Todo esto fue posteriormente desmentido por Santiago Tavella revelando que, si bien la banda no se separaba, Ricardo Musso no continuaría más con ellos.
En total, el álbum recibió más de 4 millones de descargas en el tiempo que estuvo disponible hasta el 14 de mayo del mismo año, ya que RapidShare bloqueó los archivos.

«Estimado, te escribimos de la producción del Cuarteto de Nos, para pedirte un favor: Esta versión del Bipolar que empezó a circular hace unos días por la red no es el disco terminado ni masterizado (el disco no ha sido editado todavía), y no sabemos cómo llegó a filtrarse... No tenemos problema una vez que esté el producto final terminado, y el disco ya editado, que se suba por estos medios, pero apelamos a tu responsabilidad para esperar unas semanas y si podés eliminar el link mientras tanto. Por diversos problemas con la compañía por la que iba a salir, este disco se retrasó bastante. La gente del grupo está desesperada ya que ven que lo que se está descargando es el trabajo sin terminar. Estaría buenísimo si podés suspender el posteo hasta que salga el disco oficialmente y lo hagas con la versión final del album».
Mails enviados tanto por Juan Campodónico, como por el mánager y la producción del Cuarteto de Nos a aquellas personas que subieron el archivo en portales de intercambio muy populares - Montevideo Portal - 2009

Finalmente, el álbum vio la luz de forma oficial el 17 de noviembre con las sutiles diferencias marcadas anteriormente con respecto a su versión filtrada.

«Empezamos una nueva etapa con pila de expectativas. Es el primer disco del Cuarteto que planeamos sabiendo que iba a salir en otros países. Eso cambia la perspectiva de lo que va a ser la vida del CD. Nos abrimos a mundos musicales distintos en las diferentes canciones. Cada tema es como una película, con su atmósfera y estilo. ¿Sobre la filtración? Estábamos llevando copias en pendrives y cedés a nuestras casas para escucharlas. Alguno quedó en un lugar que no debía, un alma inescrupulosa lo agarró y no tuvo mejor idea que subirlo a Internet. A los dos días estaba en todos lados. Desde mi punto de vista, el problema no fue que el material fuera colgado en la red mundial, sino que era que no era el disco definitivo: era una pre mezcla que ni siquiera tenía el orden final y le faltaba un tema. De todas formas saco lo positivo del incidente ya que considera que los internautas a los cuales les gustó el disco seguramente lo van a comprar».
Roberto Musso y Santiago Tavella, refiriéndose al producto final y la filtración - LA REPUBLICA - 2009

El 21 de enero de 2024, tras casi 15 años perdida, un usuario de Reddit encontró mediante Wayback Machine la versión filtrada y la publicó.

### Conflictos con Yaku Pérez Guartambel
En el año 2021 tuvieron nuevamente un conflicto político, esta vez contra el político ecuatoriano Yaku Pérez Guartambel. Yaku, que se encontraba peleando por entrar en el balotaje tras las presidenciales con Guillermo Lasso, posteriormente electo, utilizó la canción Gaucho Power (Apocalipsis Zombi, 2017) para su campaña sin pedir permiso, renombrándola como Yaku Power y modificando la letra (como en el verso inicial de la canción que dice "Este gaucho no se agacha, con la frente en alto marcha y ante cualquier situación no se rinde fácil, no" reemplazando la palabra Gaucho por Yaku). De hecho así promovía su candidatura a la presidencia de Ecuador, con el hashtag #YakuPower.
Mediante Twitter e Instagram, la banda efectuó un comunicado exigiendo que sea bajada inmediatamente ya que no se involucraban en campañas políticas de ningún candidato en ninguna parte, sin permitir el uso de su música con fines proselitistas sin importar la rama política y que analizarían tomar acciones legales. Todo esto fue respaldado por la mánager del grupo, Verónica Piana, indicando que correspondería un pedido de disculpas por parte de Guartambel.
Tras esto, Pérez hizo lo propio lamentando el inconveniente y señalando que la reversión fue un aporte de un ciudadano. Asimismo, escribió: "Hemos tomado los correctivos respectivos y procedido a bajar de nuestras redes sociales el contenido".

### Frente Amplio
En las Elecciones generales de Uruguay de 2024, el candidato presidencial Yamandú Orsi del Frente Amplio, el partido de izquierda de Uruguay, mediante el canal de YouTube de su Comité de Base General del Pueblo subió un Jingle llamado «Volvamos a Ganar» cuyo videoclip eran extractos de los votantes del partido movilizándose. La canción, además, fue publicitada por Twitter argumentando que era Raro Edition para llamar la atención de los votantes que eran aficionados del Cuarteto.
Lo particular en esta campaña era que la voz era la de Roberto generada por la Inteligencia Artificial Suno y resultó exitosa debido a que fue el candidato más votado con el 43.3%. Sin embargo, no alcanzó la mayoría absoluta de votos emitidos (el 50%+1), por lo que tuvo que someterse a una segunda vuelta con Álvaro Delgado por el Partido Nacional, quien fue el segundo candidato más votado. Al entrar en este balotaje la canción fue aún más publicitada para así llegar a más ciudadanos.
Finalmente, en esa segunda vuelta Yamandú Orsi obtuvo el 49% de los votos contra el 46% para su adversario, existiendo un 4,4% de voto nulo, que es más bajo que la primera vuelta. Tras la campaña con la canción creada por IA, Yamandú creció mientras que la Coalición votó un poco por debajo de la sumatoria de votos de la primera vuelta.

## Discografía

### Álbumes de estudio
| - 1984: Alberto Wolf y el Cuarteto de Nos (compartido con Alberto Wolf) - 1987: Soy una Arveja - 1988: Emilio García - 1991: Canciones del corazón - 1994: Otra Navidad en las Trincheras - 1995: Barranca abajo - 1996: El tren bala - 1998: Revista ¡¡Ésta!! - 2000: Cortamambo | - 2006: Raro - 2009: Bipolar - 2012: Porfiado - 2014: Habla tu espejo - 2017: Apocalipsis zombi - 2019: Jueves - 2022: Lámina Once - 2025: Puertas |

### Álbumes recopilatorios
- 1995: La Misma Porquería
- 2004: El Cuarteto de Nos
- 2009: Lo mejor de... El Cuarteto de Nos (versión uruguaya)
- 2010: Lo mejor de... El Cuarteto de Nos (versión argentina)

### Sencillos

#### ConEl Cuarteto de Nos
- 1988: No Me Rompas Más los Cocos
- 1994: Bo cartero (versión de Otra Navidad en las Trincheras)
- 1995: No me puedo mover
- 1995: Barranca Abajo
- 1995: Vino en mi jeringa (versión de Barranca abajo)
- 1996: El Payaso Carambola
- 1998: Ya Te Vas a Mejorar  (versión de Revista ¡¡Ésta!!)
- 2000: Necesito una mujer
- 2006: Yendo a la casa de Damián
- 2006: Ya no sé qué hacer conmigo
- 2007: Invierno del 92
- 2008: Pobre papá
- 2009: El hijo de Hernández
- 2011: Miguel gritar
- 2011: Me amo (versión de Bipolar)
- 2012: Cuando sea grande
- 2012: Buen día Benito
- 2014: No llora
- 2015: Roberto
- 2016: Cómo pasa el tiempo
- 2017: Gaucho Power
- 2017: Apocalipsis Zombi
- 2018: Invisible
- 2019: Punta Cana
- 2019: Contrapunto Para Humano Y Computadora
- 2019: Mario Neta
- 2021: Fiesta en lo del Dr. Hermes
- 2021: Fiesta en lo del Dr. Hermes (versión en vivo)
- 2022: La Ciudad Sin Alma
- 2022: Maldito Show
- 2022: Rorschach
- 2023: El Cinturón Gris  (versión en vivo)
- 2024: Chivo Expiatorio  (versión en vivo)
- 2024: Miren Para Allá! (Conjunto de El perro de Alcibíades y Cara de nada)
- 2025: En el Cuarto de Nico

### Jingles

#### ConEl Cuarteto de Nos
- 1996: La Goleada de la Risa (para el programa La Goleada de la Risa)
- 1996: Cuestión de Piel (para la Comisión Honoraria de Lucha Contra el Cáncer)
- 2010: Mírenme (para el programa Fútbol Para Todos)
- 2013: Un Poco de Acción (para el programa Rock&Pop)
- 2013: El Día Que el Pepe Legalizó (para el programa pHumor.tv)
- 2014: 10 Años no es Nada (para el programa Segunda Pelota)

#### Solista
- 2019: Ella es Brasil (para el programa Encuentros en Brasil)
- 2008: Mirarte A Los Ojos (con No Te Va Gustar|El camino más largo)
- 2019: Martes Otra Vez (con Meteoros|Meteoros+)
- 2021: Los Otros (con LosPetitFellas|777: A Quemarropa)
- 2019: Fuego En La Disco (Remix) (con AFC)
- 2012: Santa Desesperanza (con Zumbadores, Arbolito y Eruca Sativa)'

## Videografía
| Año  | Canción                                 | Álbum                          |
| ---- | --------------------------------------- | ------------------------------ |
| 1988 | «No me rompas más los cocos»            | Emilio García                  |
| 1994 | «Bo cartero»                            | Otra navidad en las trincheras |
| 1995 | «No me puedo mover»                     | Barranca abajo                 |
| 1995 | «Barranca abajo»                        | Barranca abajo                 |
| 1995 | «Vino en mi jeringa»                    | Barranca abajo                 |
| 1996 | «El payaso Carambola»                   | El tren bala                   |
| 1996 | «Cuestión de Piel»                      | Inédito                        |
| 1998 | «Ya te vas a mejorar»                   | Revista ¡¡Ésta!!               |
| 2000 | «Necesito una mujer»                    | Cortamambo                     |
| 2006 | «Yendo a la casa de Damián»             | Raro                           |
| 2007 | «Ya no sé qué hacer conmigo»            | Raro                           |
| 2007 | «Invierno del 92»                       | Raro                           |
| 2008 | «Pobre papá»                            | Raro                           |
| 2009 | «El hijo de Hernández»                  | Bipolar                        |
| 2010 | «Me amo»                                | Bipolar                        |
| 2011 | «Miguel gritar»                         | Bipolar                        |
| 2012 | «Cuando sea grande»                     | Porfiado                       |
| 2012 | «Buen día Benito»                       | Porfiado                       |
| 2014 | «No llora»                              | Habla tu espejo                |
| 2015 | «Roberto»                               | Habla tu espejo                |
| 2016 | «Cómo pasa el tiempo»                   | Habla tu espejo                |
| 2017 | «Gaucho Power»                          | Apocalipsis zombi              |
| 2017 | «Apocalipsis zombi»                     | Apocalipsis zombi              |
| 2018 | «Invisible»                             | Apocalipsis zombi              |
| 2019 | «Punta Cana»                            | Jueves                         |
| 2019 | «Contrapunto para humano y computadora» | Jueves                         |
| 2019 | «Mario Neta»                            | Jueves                         |
| 2021 | «Fiesta en lo del Dr. Hermes»           | Lámina Once                    |
| 2022 | «La ciudad sin alma»                    | Lámina Once                    |
| 2022 | «Maldito show»                          | Lámina Once                    |
| 2022 | «Rorschach»                             | Lámina Once                    |
| 2023 | «Cinturón Gris» (en vivo)               | Lámina Once                    |
| 2024 | «Chivo Expiatorio» (en vivo)            | Lámina Once                    |
| 2024 | «Cara de Nada»                          | Miren Para Allá!               |
| 2024 | «El Perro de Alcibíades»                | Miren Para Allá!               |
| 2025 | «Esplín»                                | Puertas                        |

## Giras musicales
- Gira Bipolar (2009-2012).
- Tour Re Porfiado (2012-2014).
- Tour Habla tu Espejo (2014-2017).
- Tour Apocalipsis Zombi (2017-2019).
- Tour Un Jueves Raro (2019-2022).
- Tour Lámina Once (2022-2025).
- Tour Puertas (2025-Actualidad).

## Filmografía

### Series
| Año       | Serie                                               | Canal                                              | Personaje | Temporadas |
| --------- | --------------------------------------------------- | -------------------------------------------------- | --------- | ---------- |
| 2008-2019 | Peligro: Sin codificar                              | América, Comedy Central, Telefe y Net TV           | Él mismo  | 11         |
| 2013      | Cuarteto vs Cuartetitos                             | YouTube                                            | Él mismo  | 2          |
| 2014-2015 | Yo me llamo                                         | Teledoce                                           | Él mismo  | 2          |
| 2015-2019 | Nunca es Tarde                                      | Fox Sports                                         | Él mismo  | 5          |
| 2019      | Encuentros en Brasil                                | HBO Max                                            | Él mismo  | 2          |
| 2020-2021 | Roberto Responde                                    | Instagram                                          | Él mismo  | 1          |
| 2020      | Rompan todo: La historia del rock en América Latina | Netflix                                            | Él mismo  | 1          |
| 2022      | La Lámina Que no Está                               | Spotify, YouTube, Podimo, Wetoker y Apple Podcasts | Él mismo  | 1          |
| 2023-2025 | Gran Hermano Argentina                              | Telefe, YouTube y DGO                              | Él mismo  | 2          |

### Películas
| Año  | Película   | Plataforma |
| ---- | ---------- | ---------- |
| 2020 | Anónimo    | YouTube    |
| 2020 | LLegó Papá | YouTube    |

## Libros
| Año  | Nombre                                             | Editorial        |
| ---- | -------------------------------------------------- | ---------------- |
| 2017 | Otra Navidad en Las Trincheras: El Cuarteto de Nos | Estuario Editora |